# Parco dei Mostri
Il Parco dei Mostri, denominato anche Sacro Bosco o Villa delle Meraviglie di Bomarzo, in provincia di Viterbo, è un complesso monumentale italiano. Si tratta di un parco naturale ornato da numerose sculture in peperino  risalenti al XVI secolo e ritraenti animali mitologici, divinità e mostri.

## Storia del parco
Nel 1547 l'architetto e antiquario Pirro Ligorio su commissione del principe Pier Francesco Orsini (detto Vicino Orsini) progettò e sovrintese alla realizzazione del parco, elevando a sistema, nelle figure mitologiche ivi rappresentate, il genere del grotesque. Alcuni studiosi, erroneamente, facevano risalire la "regia" a Michelangelo Buonarroti (E. Guidoni), mentre altri, in particolare per il Tempio, citavano  Jacopo Barozzi da Vignola. La creazione delle opere scultoree fu probabilmente affidata a Simone Moschino. L'Orsini chiamò il parco semplicemente "boschetto" e lo dedicò a sua moglie, Giulia Farnese (da non confondere con l'omonima concubina del papa Alessandro VI).
Le architetture impossibili, come la casa inclinata o alcune statue enigmatiche, rappresenterebbero secondo alcuni le tappe di un itinerario di matrice alchemica.
Scienziati, storici e filologi hanno fatto parecchi tentativi per spiegare il labirinto di simboli e hanno trovato temi antichi e motivi della letteratura rinascimentale, per esempio del Canzoniere di Francesco Petrarca, dell'Orlando furioso di Ludovico Ariosto e dei poemi Amadigi e Floridante di Bernardo Tasso (in quest'ultimo compare, ad esempio, un dragone d'acciaio con una stanza all'interno, dalla cui bocca escono amazzoni a cavallo). Sono rimasti, però, talmente tanti misteri che alla fine, forse, uno schema interpretativo omogeneo non potrebbe nemmeno essere trovato; su un pilastro compare una possibile iscrizione-chiave: «Sol per sfogare il core».
John Shearman, che cita più volte il parco nel suo Mannerism, parla di «incredibili, piacevoli e soprattutto manifeste finzioni – prodotti d'evasione artistica e letteraria». Nel 1585, dopo la morte dell'ultimo principe Orsini, il parco fu abbandonato e nella seconda metà del Novecento fu restaurato dalla coppia Giancarlo e Tina Severi Bettini.
Nel 1948 lo visitò Salvador Dalí che si fece inquadrare in pose originali tra i principali monumenti e definì il luogo un'invenzione storica unica.

## Attrazioni
(Bruno Zevi, Barocco Illuminismo, Roma, 1995)
Il parco si estende su una superficie di circa 3 ettari, in una foresta di conifere e latifoglie. Vi trovano posto numerose sculture di varia grandezza ritraenti personaggi e animali mitologici, edifici che riprendono il mondo classico ignorando volutamente le regole prospettiche o estetiche, allo scopo di confondere il visitatore.
Le sculture furono realizzate in basalto, disponibile in quantità massicce in zona; molte sono contrassegnate da iscrizioni enigmatiche e misteriose, sopravvissute solo in piccola parte. È bene notare che l'attuale disposizione delle attrazioni, salvo alcuni casi documentati, non è quella originaria, ma risale alla seconda metà del XX secolo, quando la famiglia Bettini lo rilevò e lo rimise in uso. Oltre ai Mostri e agli elementi architettonici principali elencati e descritti di seguito, ve ne sono molti altri più piccoli, spesso degradati dal tempo e perciò anche meno identificabili.

### Le Sfingi
Appena varcata la monumentale soglia del Bosco, il visitatore si ritrova di fronte a due Sfingi, una a destra e l'altra a sinistra, il cui aspetto ricalca tanto il modello classico di donna col corpo di leone quanto quello egizio, poiché sono entrambe prive di ali. Le due creature sono poste simbolicamente a guardia del parco, e accolgono il visitatore con iscrizioni di benvenuto in endecasillabi su ciascun basamento.
L'iscrizione a sinistra recita:
NON VA PER QUESTO LOCO, MANCO AMMIRA

LE FAMOSE DEL MONDO MOLI SETTE»
Quella a destra:
ET DIMMI POI SE TANTE MARAVIGLIE

SIEN FATTE PER INGANNO O PUR PER ARTE»
e poi dimmi se tutte queste meraviglie

sono fatte per ingannare oppure per arte»

### Proteo (o Glauco)
A media distanza dalle Sfingi, poco prima dell'inizio del percorso principale, è visibile il primo vero Mostro del parco, identificato come Proteo oppure Glauco; è un immenso mascherone antropomorfo con la bocca spalancata, che sembra emergere direttamente dalle viscere della Terra, sormontato da un grande globo di pietra, sulla cui cima è posta una piccola torre: questa iconografia rimanda al mondo, dominato dal simbolo degli Orsini.

### Il Mausoleo
Un grande masso apparentemente informe, in realtà modellato per sembrare il frontone di una tomba etrusca; le decorazioni ricalcano quelle di una tomba rinvenuta a Sovana.

### Ercole e Caco o la gigantomachia
Denominato anche "il Colosso", è la statua più grande. Rappresenta la lotta di due giganti, identificati come Ercole e Caco. Intorno a loro, alcune figure di guerrieri, ormai erose dal tempo, e accanto un'iscrizione in endecasillabi che esalta il gruppo statuario:

### Il gruppo della Tartaruga e della Balena
Nei pressi dei giganti si trova questo gruppo formato da una grossa tartaruga, sul cui guscio tondeggiante è collocata la statua di una Nike, e una grossa balena che emerge dalla terra. I due animali sembrano fissarsi reciprocamente.

### Fontana di Pegaso
La vasca di una fontana da cui emerge la figura di Pegaso. A poca distanza il cosiddetto "Albero-statua", un tronco di larice scolpito su un masso.

### Ninfeo e Venere sulla conchiglia
Un grande ambiente a vasca che ricalca i ninfei d'età greco-romana, decorato coi bassorilievi delle tre Grazie e di tre ninfe. Sulla parete est si trova la colossale scultura di Venere su una grossa conchiglia, mentre nei dintorni è visibile una fontana ornata da figure di delfini.

### Il Teatro
A poca distanza dal Ninfeo, un altro ambiente di matrice classica noto come "il Teatro"; si tratta in realtà della riproduzione molto piccola di un'esedra del palcoscenico.

### La casa pendente
Una delle maggiori attrattive è un piccolo edificio costruito su un masso inclinato e perciò volutamente pendente; la particolarità è che gli interni hanno una pendenza irregolare (il pavimento non è a 90° rispetto ai muri), il che causa smarrimento e perdita dell'equilibrio in chi vi entra. Si ritiene che originariamente l'entrata del Bosco si trovasse di fronte alla casa pendente. Su una delle facciate è leggibile l'iscrizione:

### Piazzale dei vasi, Nettuno e la ninfa dormiente
Un grande piazzale scandito da enormi vasi in pietra, un tempo ornati da iscrizioni oggi non più leggibili, conduce alla maestosa statua di Nettuno, dio dei mari, adagiato su un letto d'acqua, come le divinità fluviali d'epoca romana, e con un delfino tra le braccia. A poca distanza, una ninfa gigantesca dorme poggiata sinuosamente su un braccio.

### Cerere
Dea delle messi e madre di Proserpina, è rappresentata come una gigantesca donna recante un cesto di spighe sul capo e nelle mani una fiaccola e la cornucopia. Attorno a lei si scorgono figure di creature del bosco.

### L'Elefante
Un maestoso elefante che reca sulla schiena una grossa torre e nella proboscide tiene un legionario romano, quasi a volerlo stritolare. Sembra un riferimento all'impresa di Annibale durante le guerre puniche.

### Il Drago
Più precisamente si tratta di una viverna, uno spaventoso mostro rettiliforme che lotta contro tre animali, oggi non più riconoscibili.

### L'Orco
Sicuramente la figura più celebre del parco e suo simbolo è l'Orco, un grande faccione di pietra con la bocca spalancata, sulle cui labbra si legge la scritta OGNI PENSIERO VOLA. È una camera scavata nel tufo, alla quale si accede per mezzo di alcuni gradini; all'interno sono collocate delle panche e un tavolo. La forma dell'ambiente fa sì che le voci e i suoni rimbalzino sulle pareti creando una eco dall'effetto spaventoso.

### Il Vaso gigante, la Panca etrusca e l'Ariete
Si tratta di tre figure poste a poca distanza fra loro: una gigantesca anfora decorata con una testa di gorgone, un ariete seduto (molto rovinato) e una panca che ricalca la forma di un triclinium etrusco o romano, collocata dentro una nicchia che riporta la seguente iscrizione in versi:

### Proserpina, Cerbero e il piazzale delle Pigne
La regina dell'Ade, molto rovinata, è rappresentata come una donna a braccia aperte, la cui veste è in realtà un'ampia panca. A pochi passi da lei è Cerbero, il cane dotato di tre teste a guardia dell'Oltretomba. Alle spalle delle due figure si trova il piazzale delle Pigne, così denominato perché delimitato da sculture che riprendono il pignone assieme ad altre a forma di ghianda.

### Echidna, la Furia e i Leoni
Di fronte al piazzale delle Pigne si trovano due mostruose sculture affrontate. Echidna è ritratta come una colossale donna con due code di serpente al posto delle gambe, simile all'iconografia medievale della sirena; la Furia è una donna con coda e ali di drago. Tra di loro sono accucciati due leoni, figli di Echidna, presenti nello stemma di Viterbo.

### Il Tempio
Leggermente isolato rispetto al percorso principale, si trova un piccolo tempio costruito vent'anni dopo rispetto al resto del parco in onore della seconda moglie di Vicino Orsini, una principessa Farnese e attribuito a Jacopo Barozzi da Vignola.  Il tempio riprende forme architettoniche dell'epoca classica (frontone, colonnato e vestibolo) e di quella rinascimentale (cupola). Quest'ultima ha la particolarità di essere stata modellata sulla base di quella di Santa Maria del Fiore a Firenze. L'interno è costituito da una piccolissima aula circolare, nella quale la famiglia Bettini, che ha restaurato il complesso, ha posto una lapide alla memoria di Tina Severi Bettini e di Giancarlo Bettini.

## Galleria d'immagini

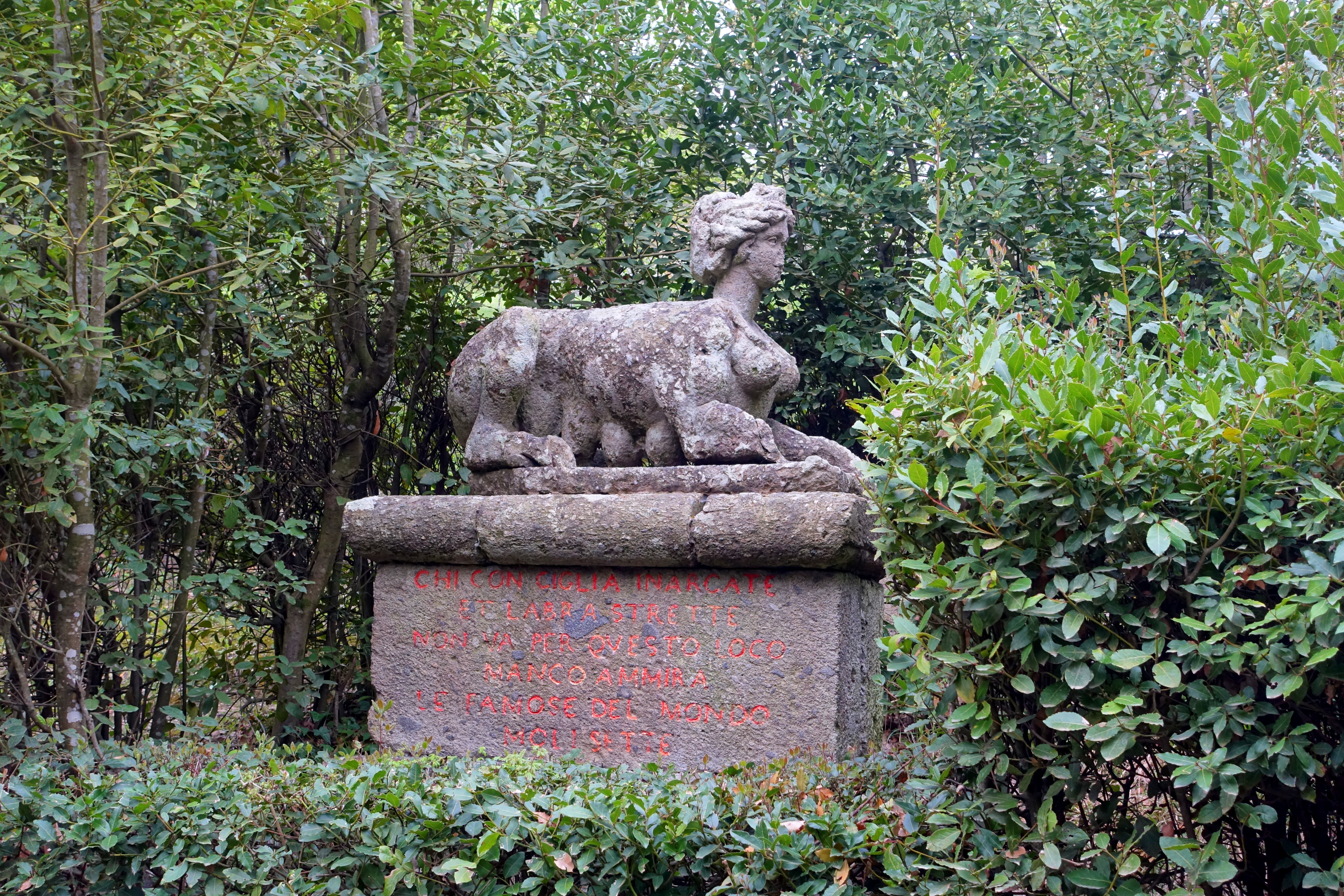
Sfinge 1
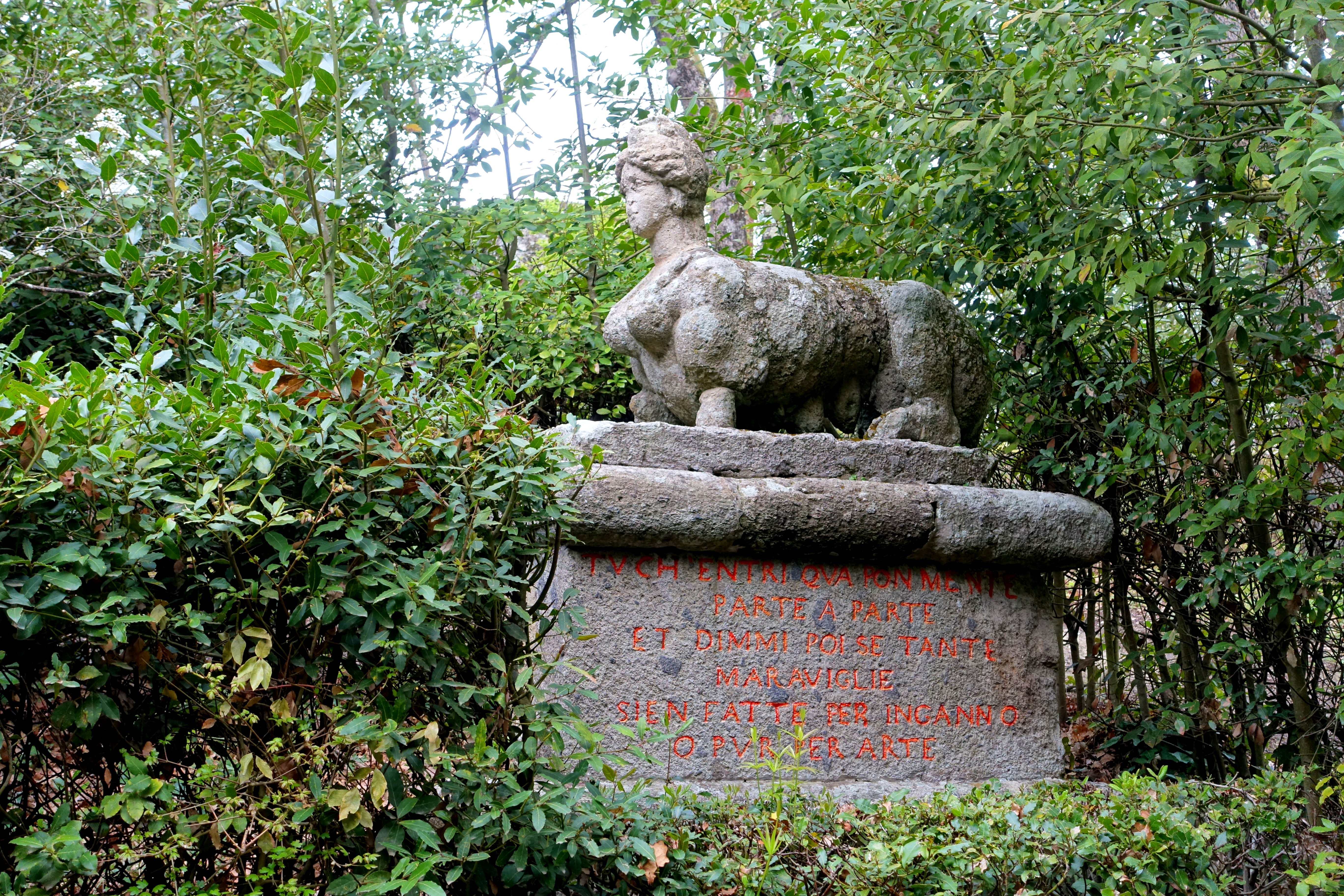
Sfinge 2
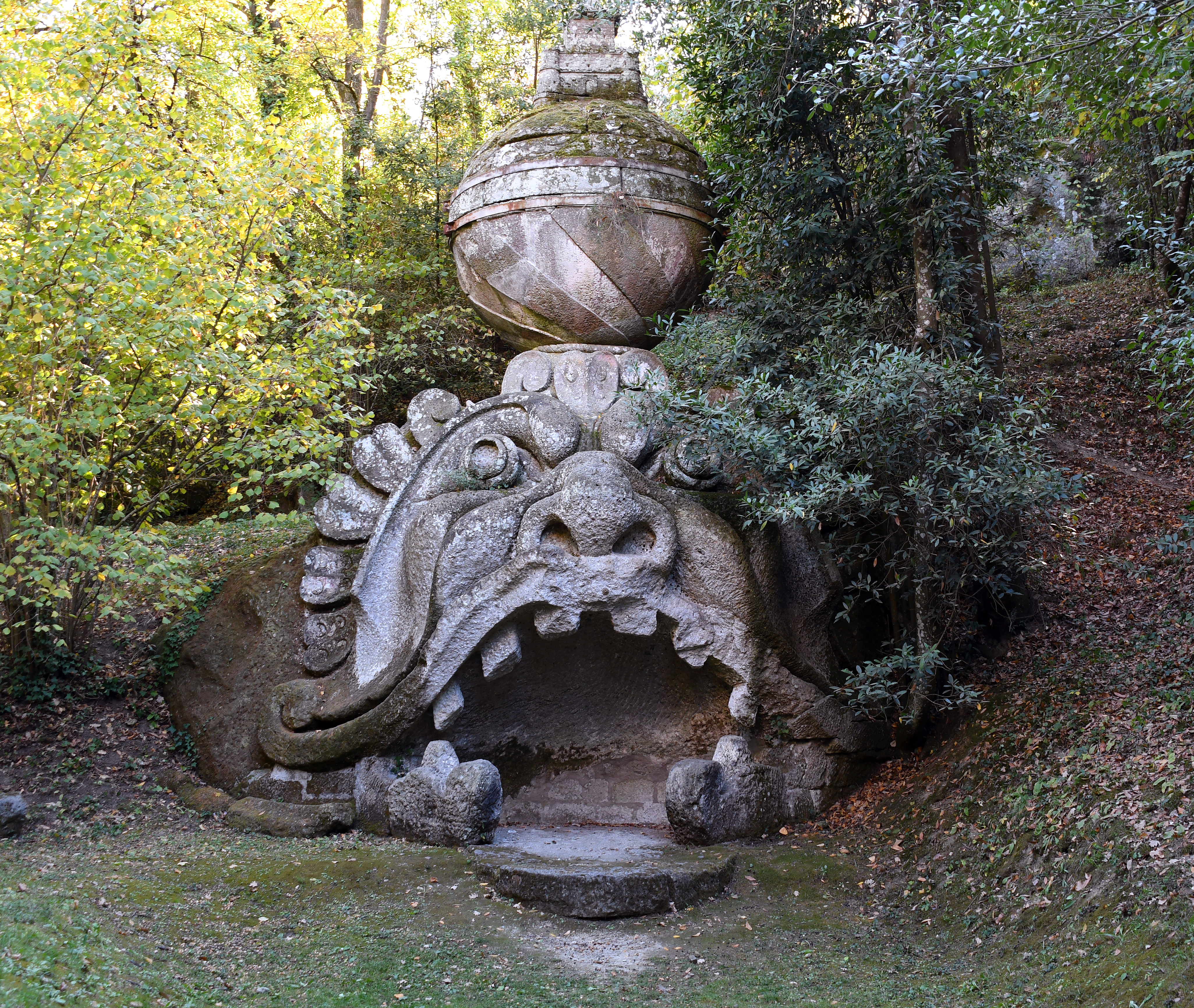
Proteo o Glauco
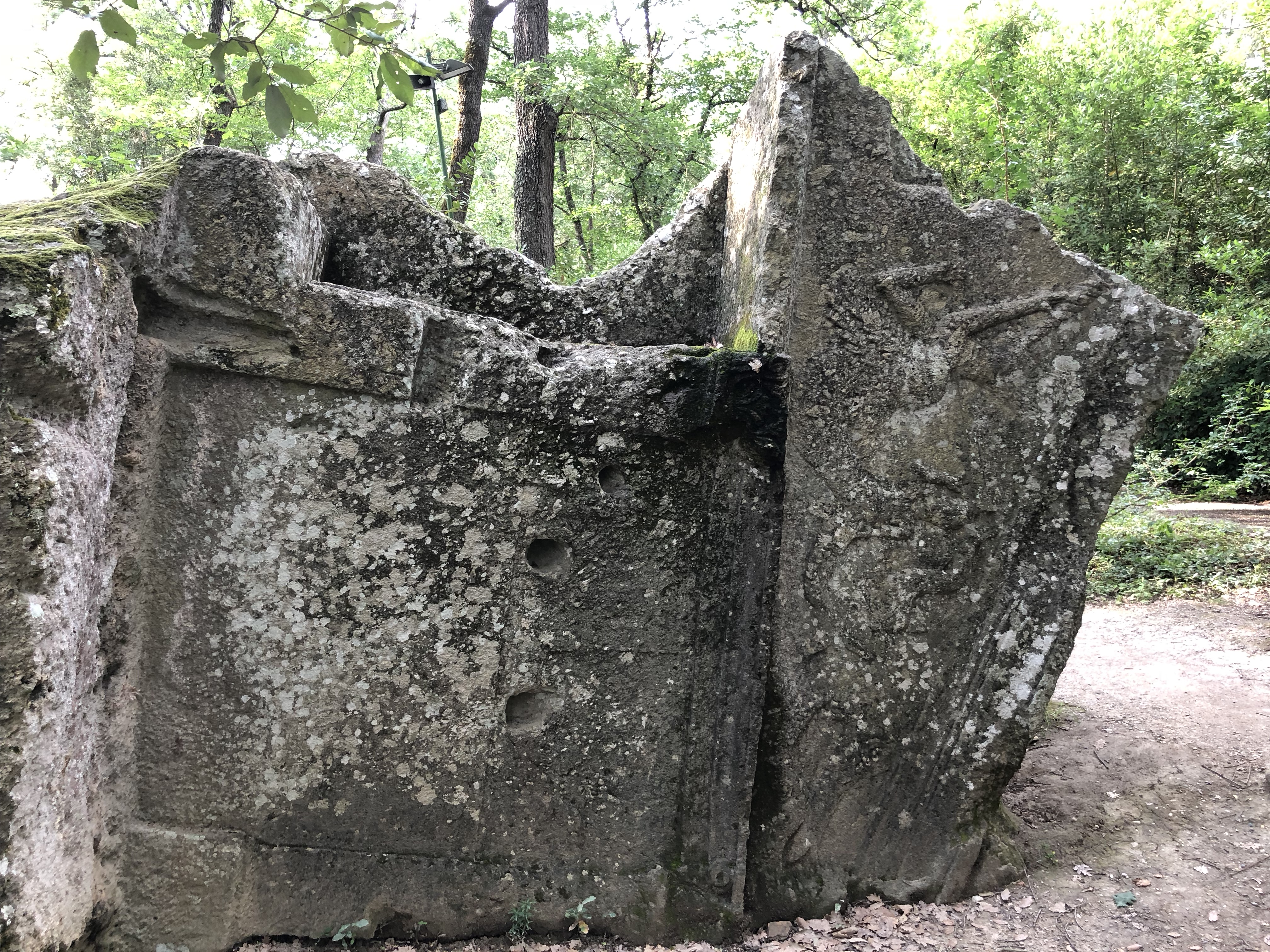
Il mausoleo
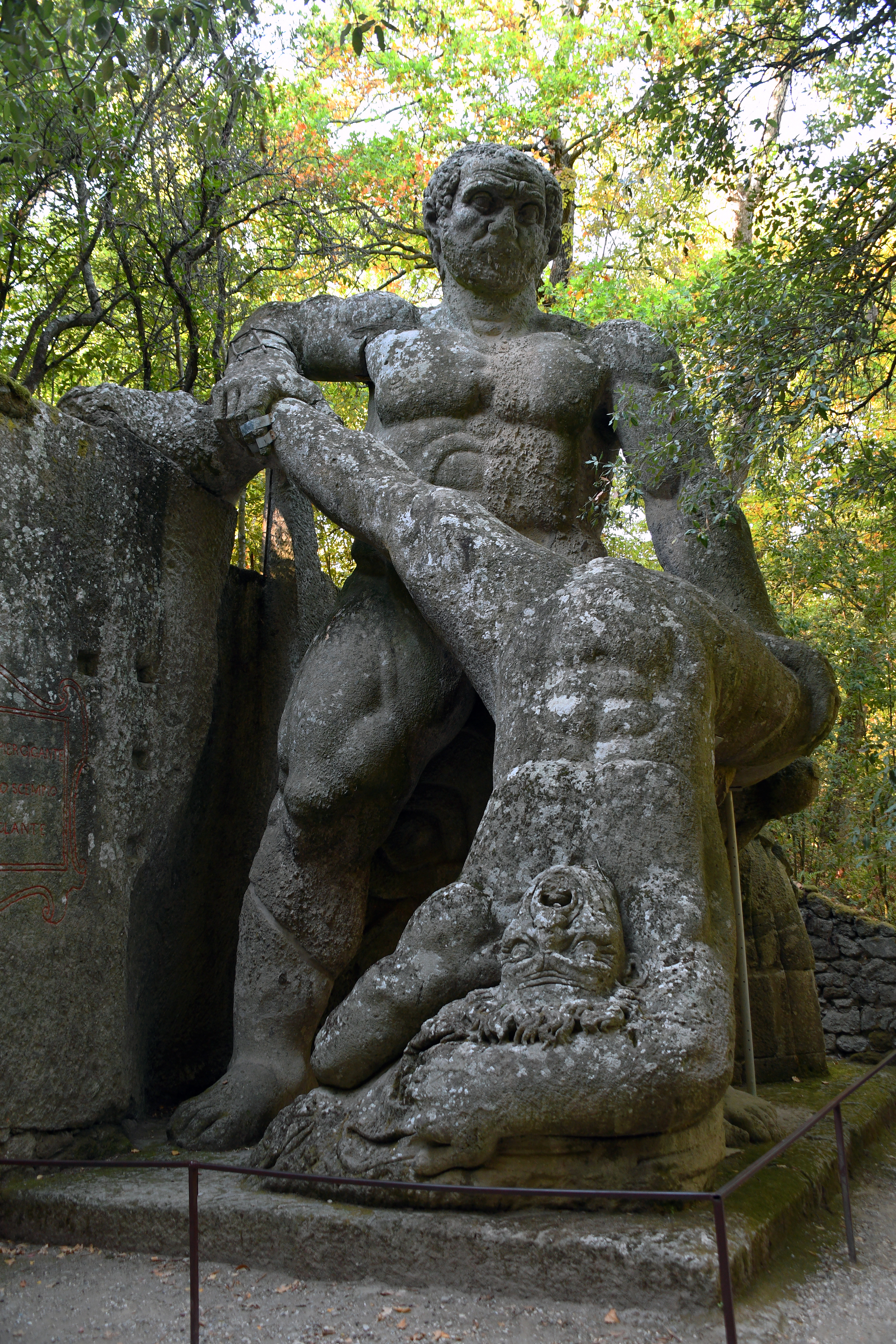
Ercole e Caco
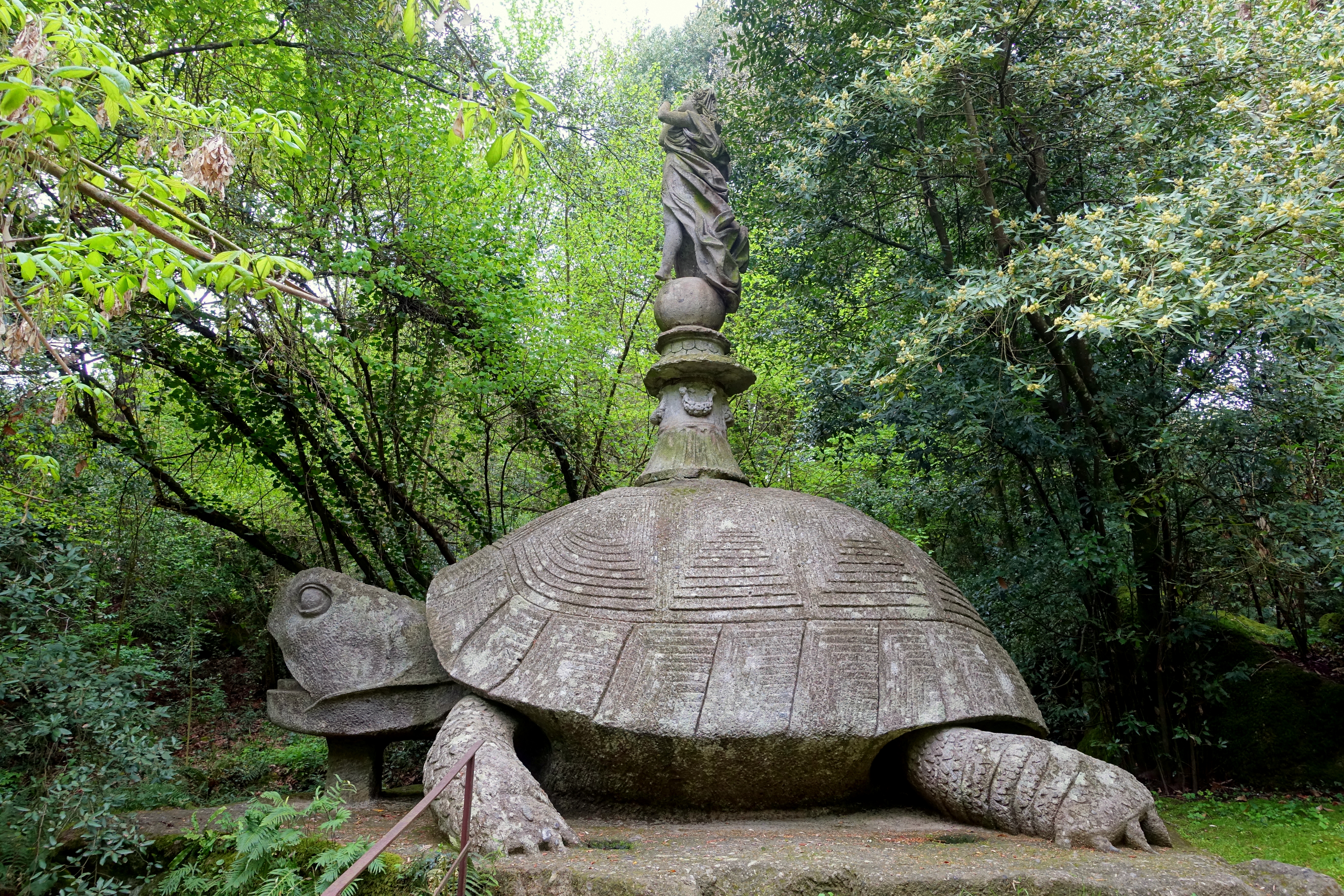
La tartaruga
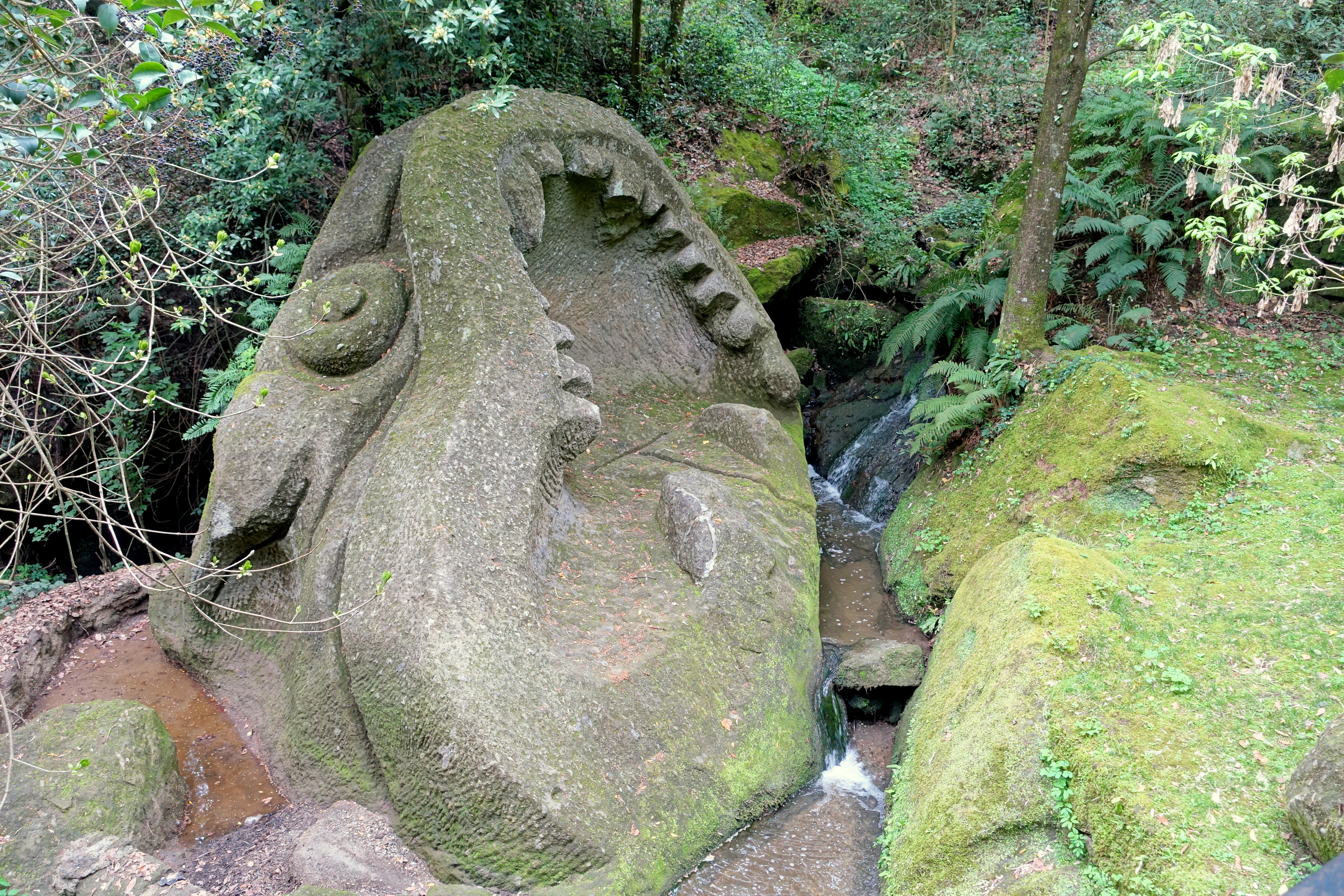
La balena
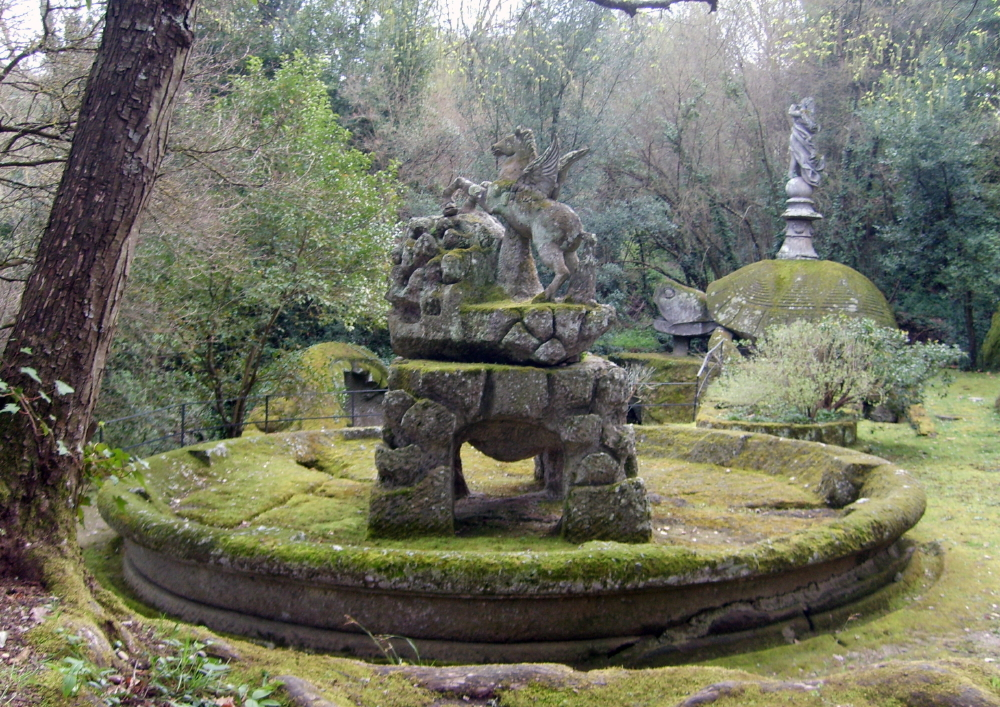
Fontana di Pegaso
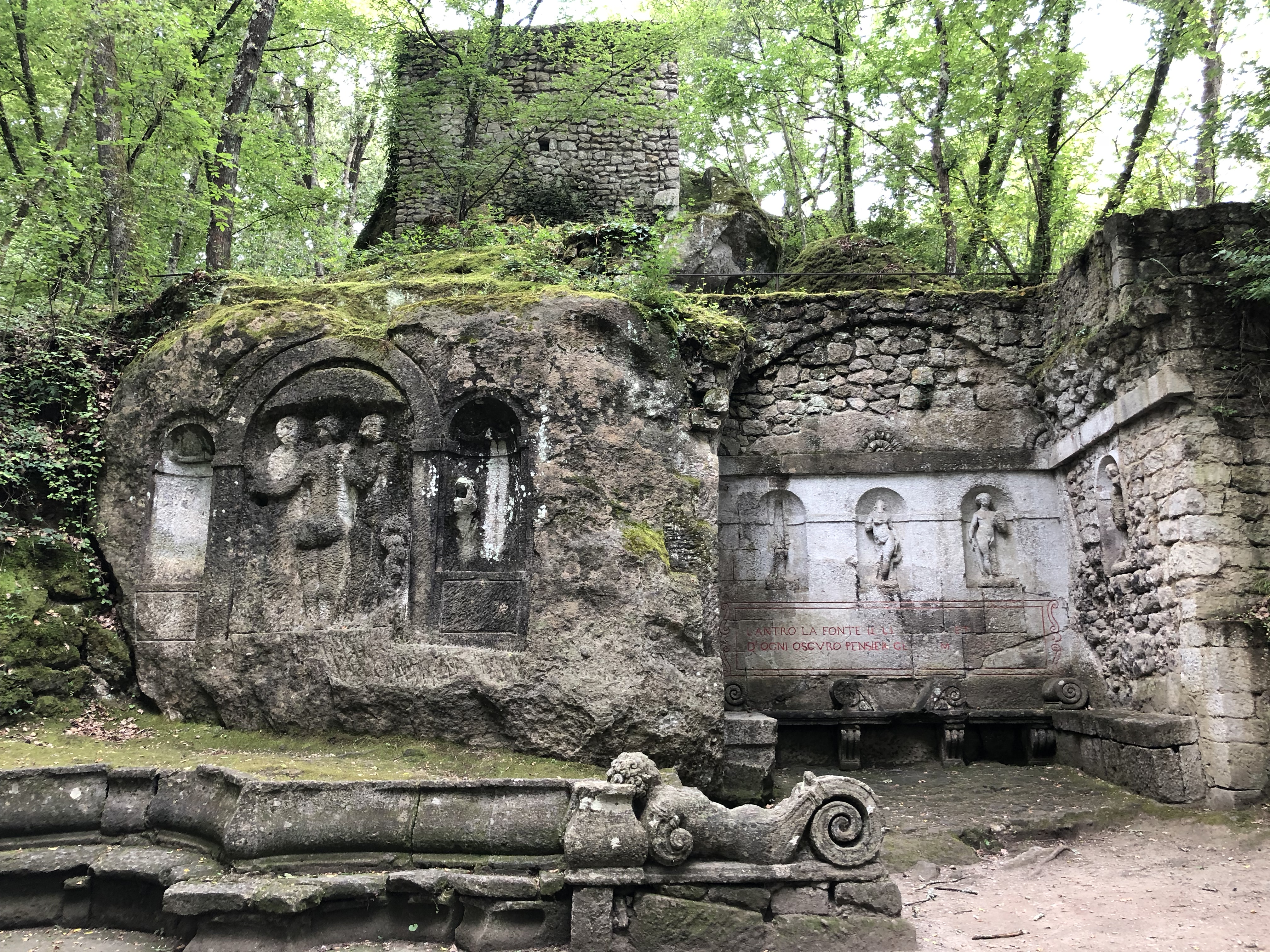
Il ninfeo
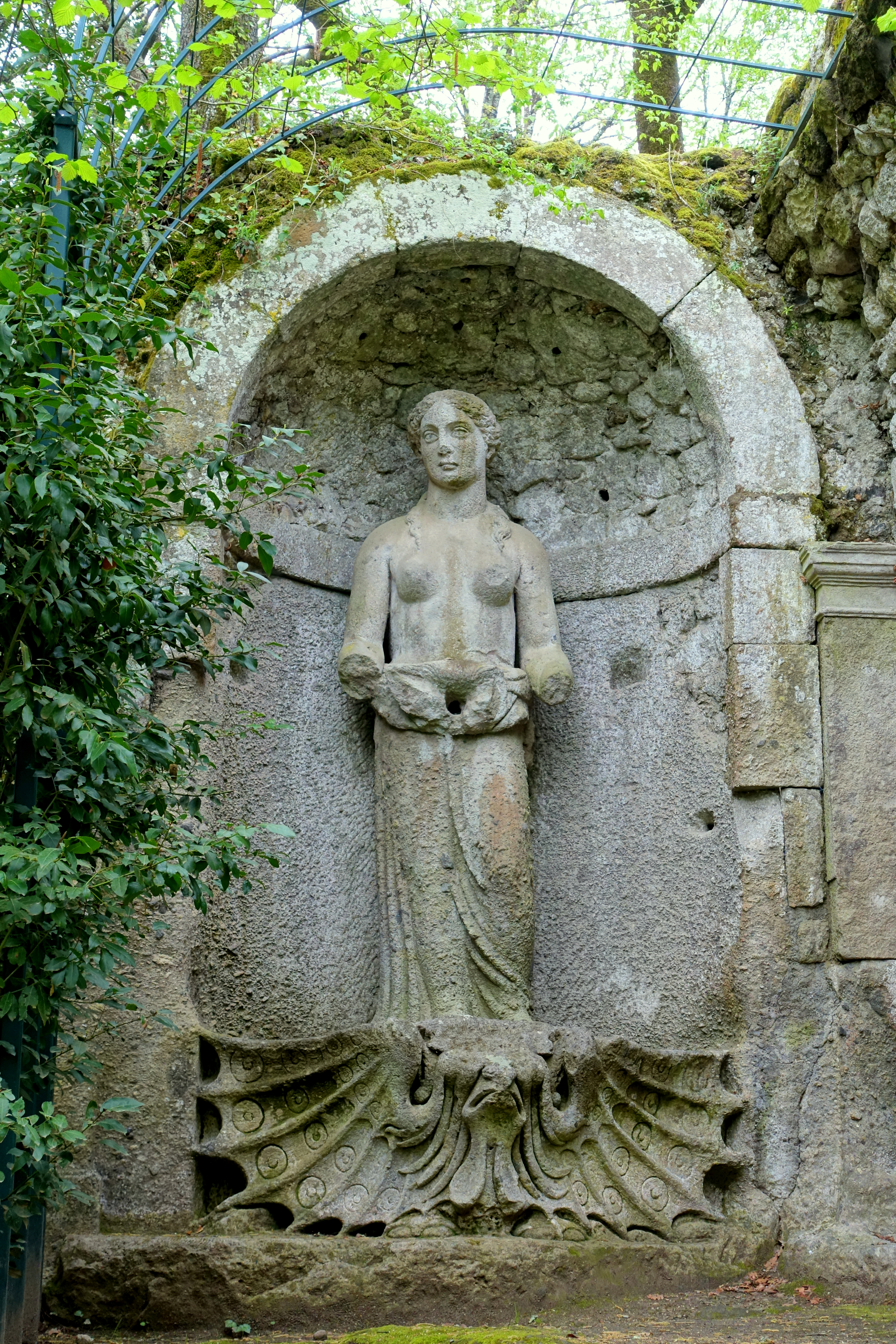
Venere sulla conchiglia
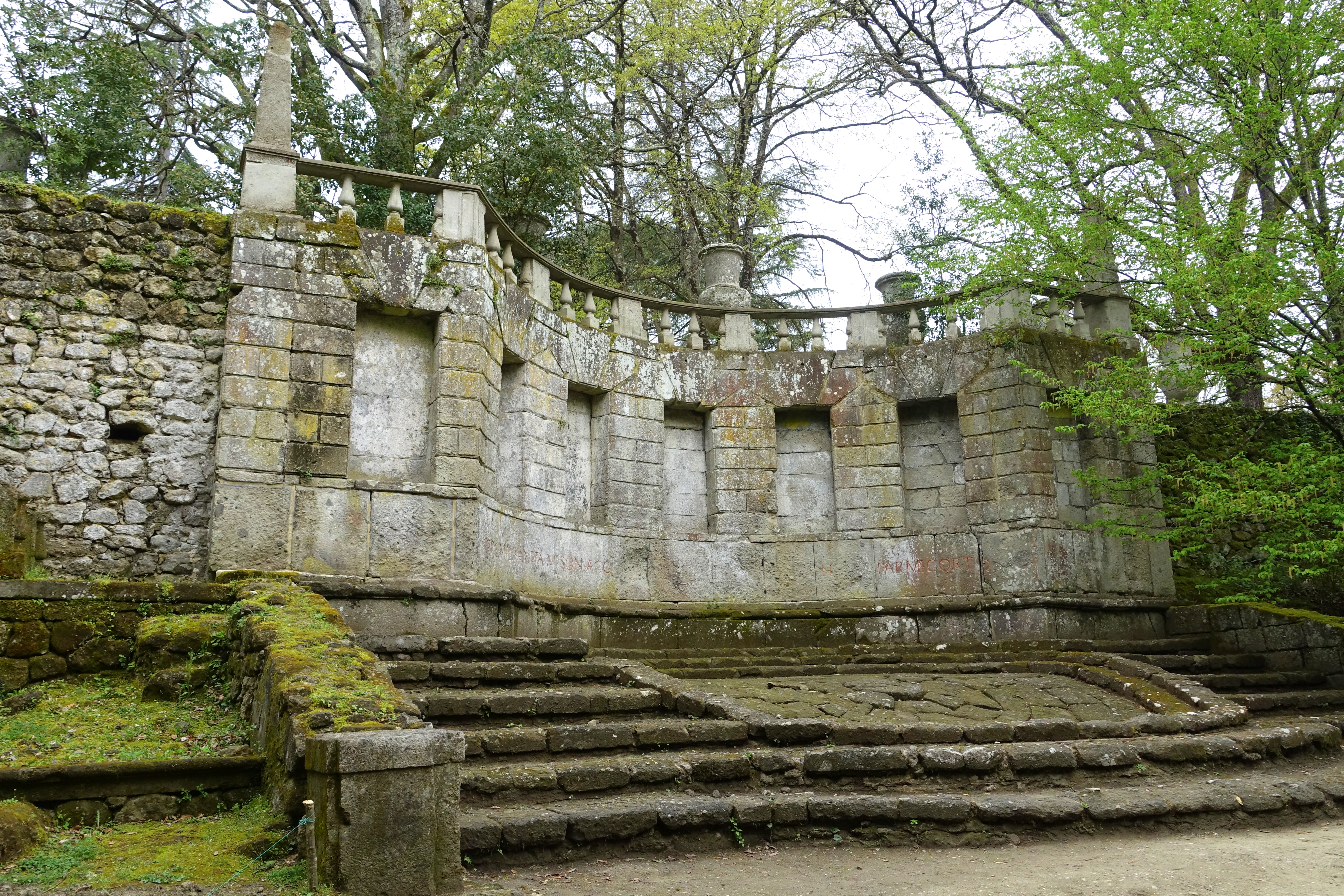
Il "teatro"
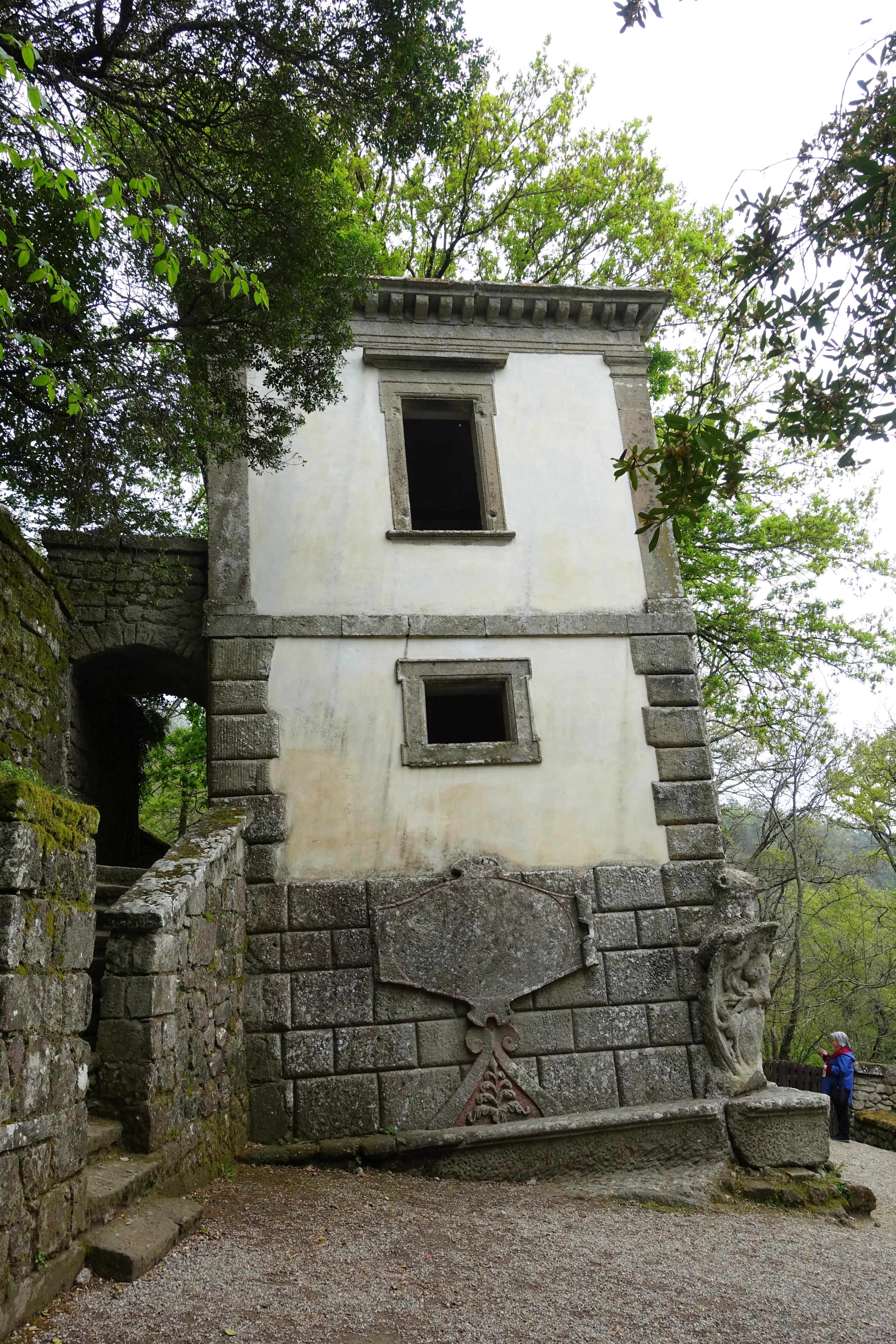
La casa pendente
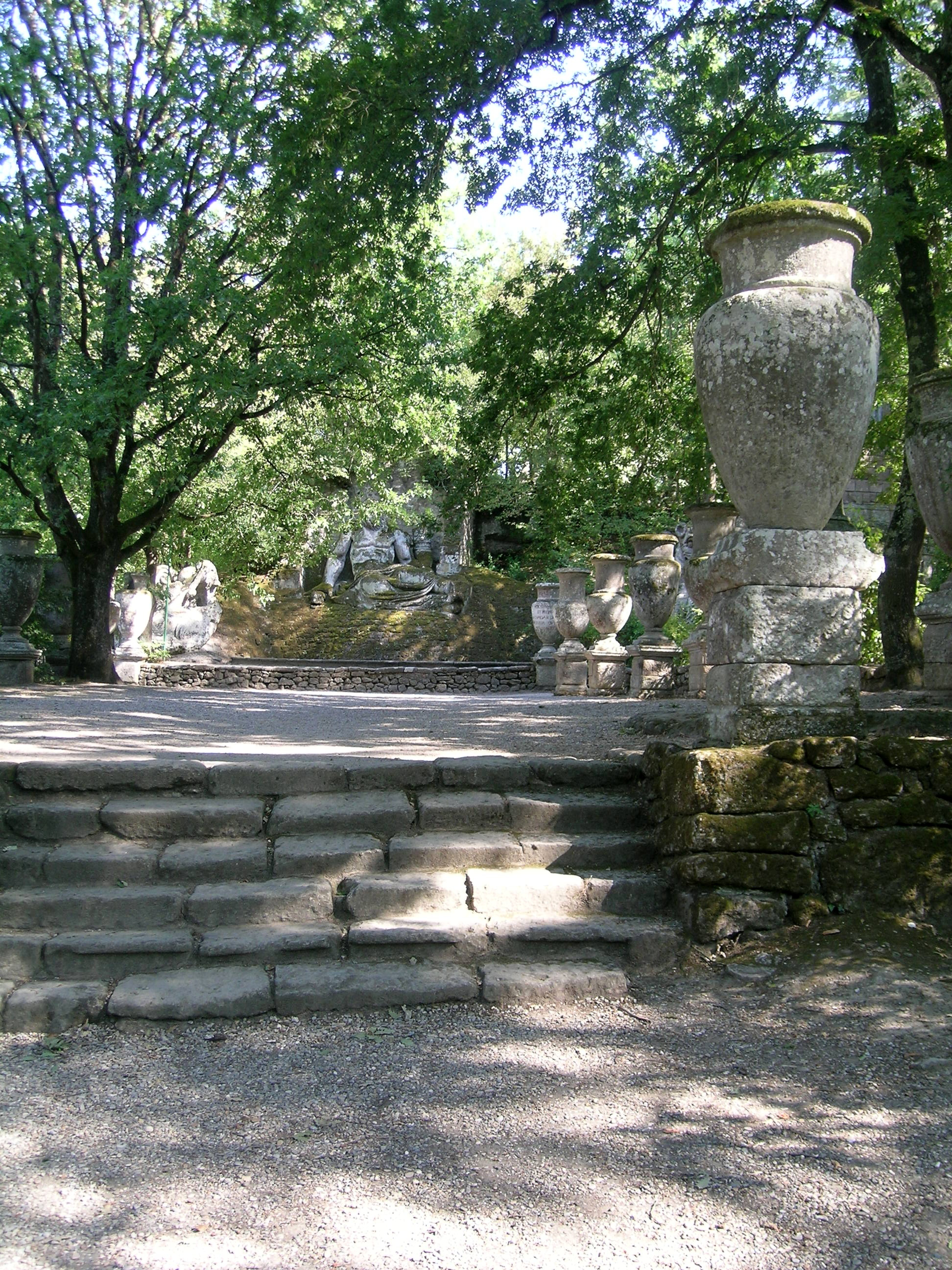
Piazzale dei vasi
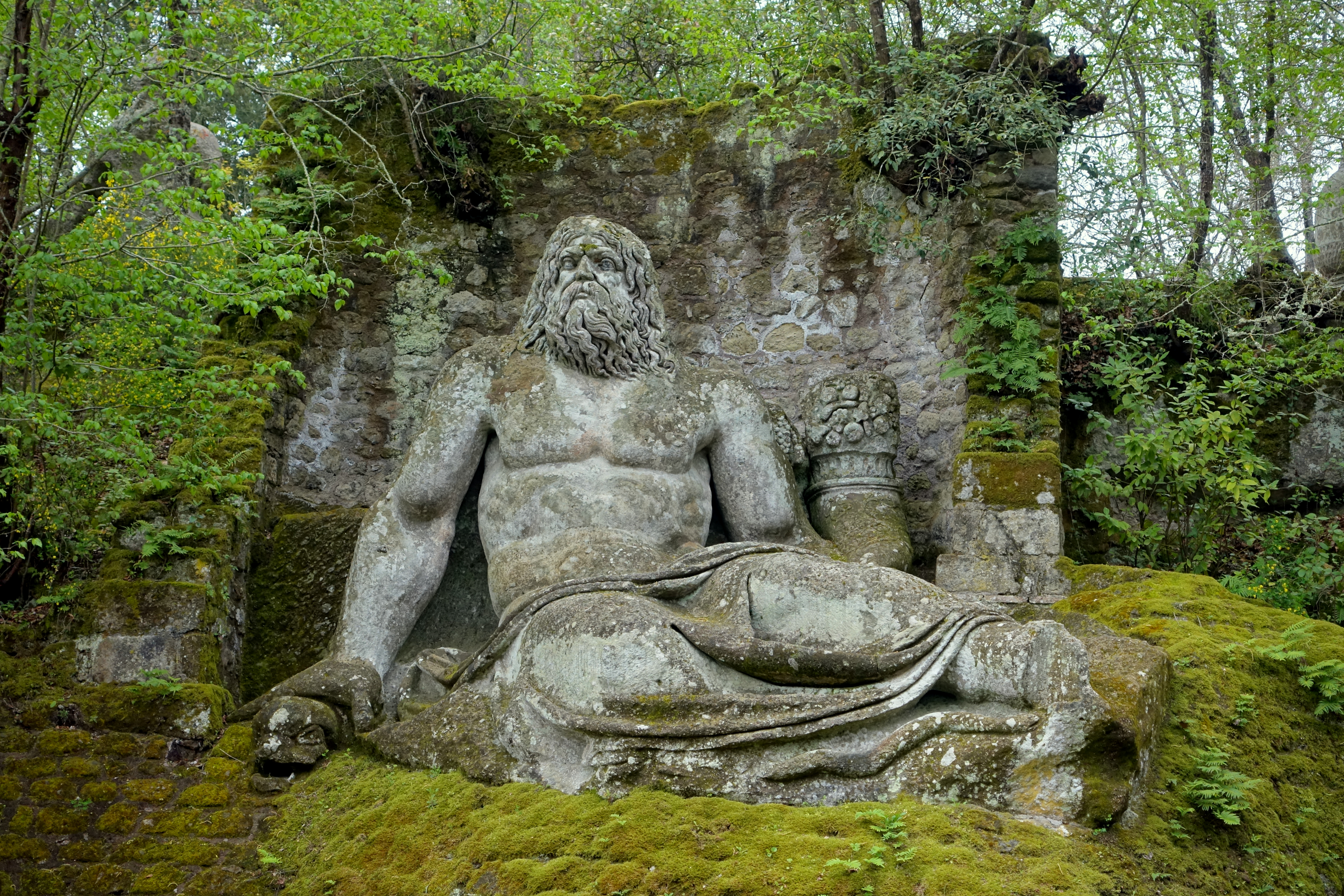
Nettuno
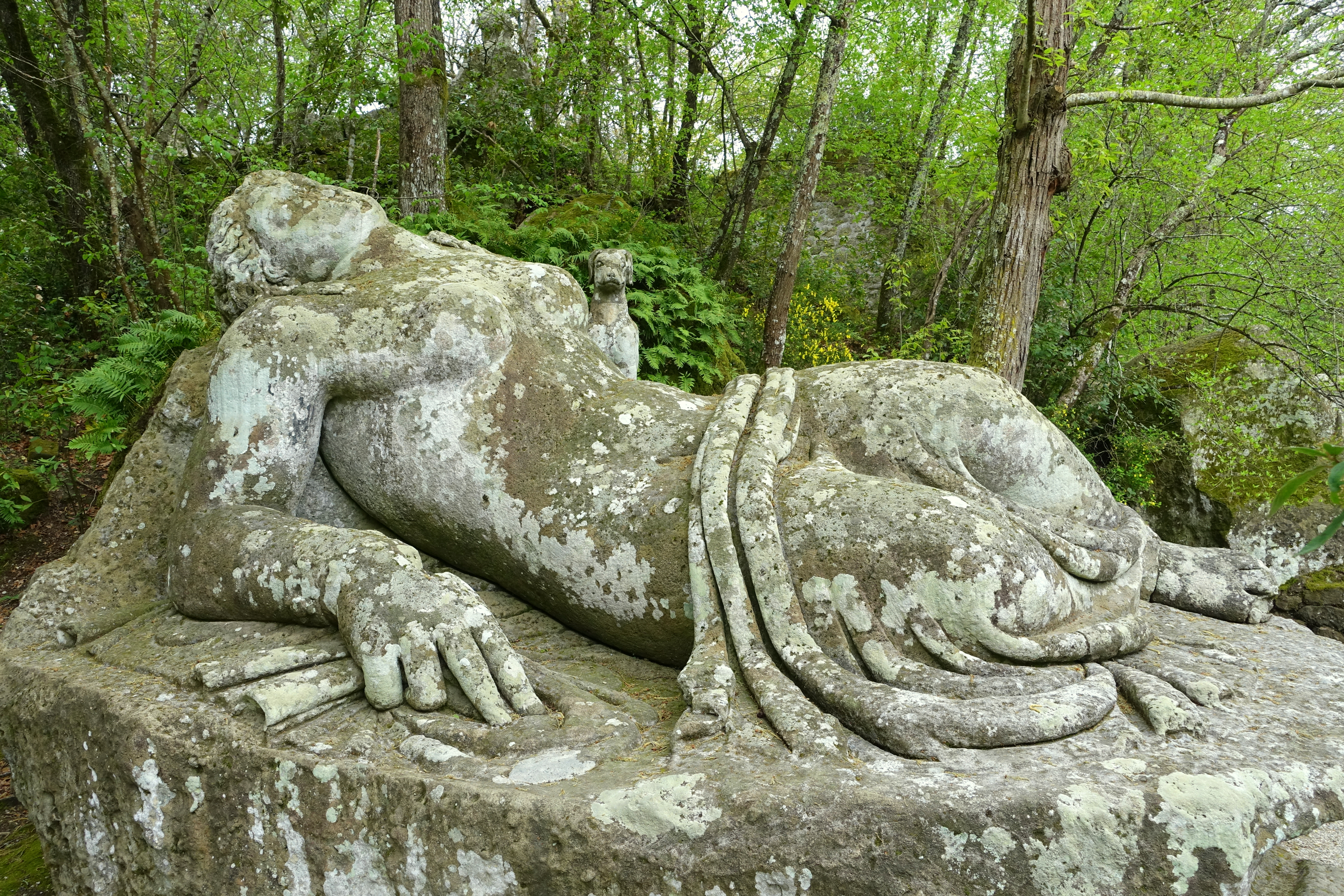
La ninfa dormiente
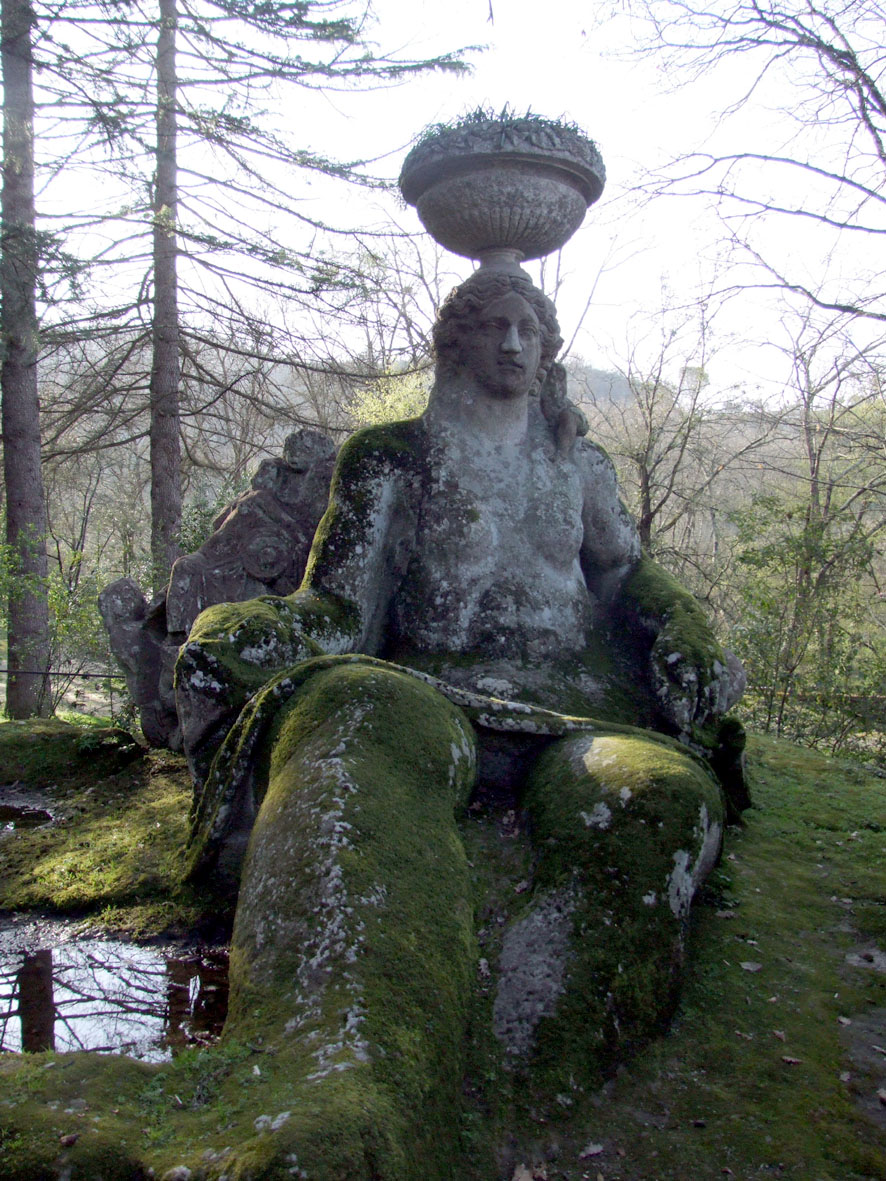
Cerere
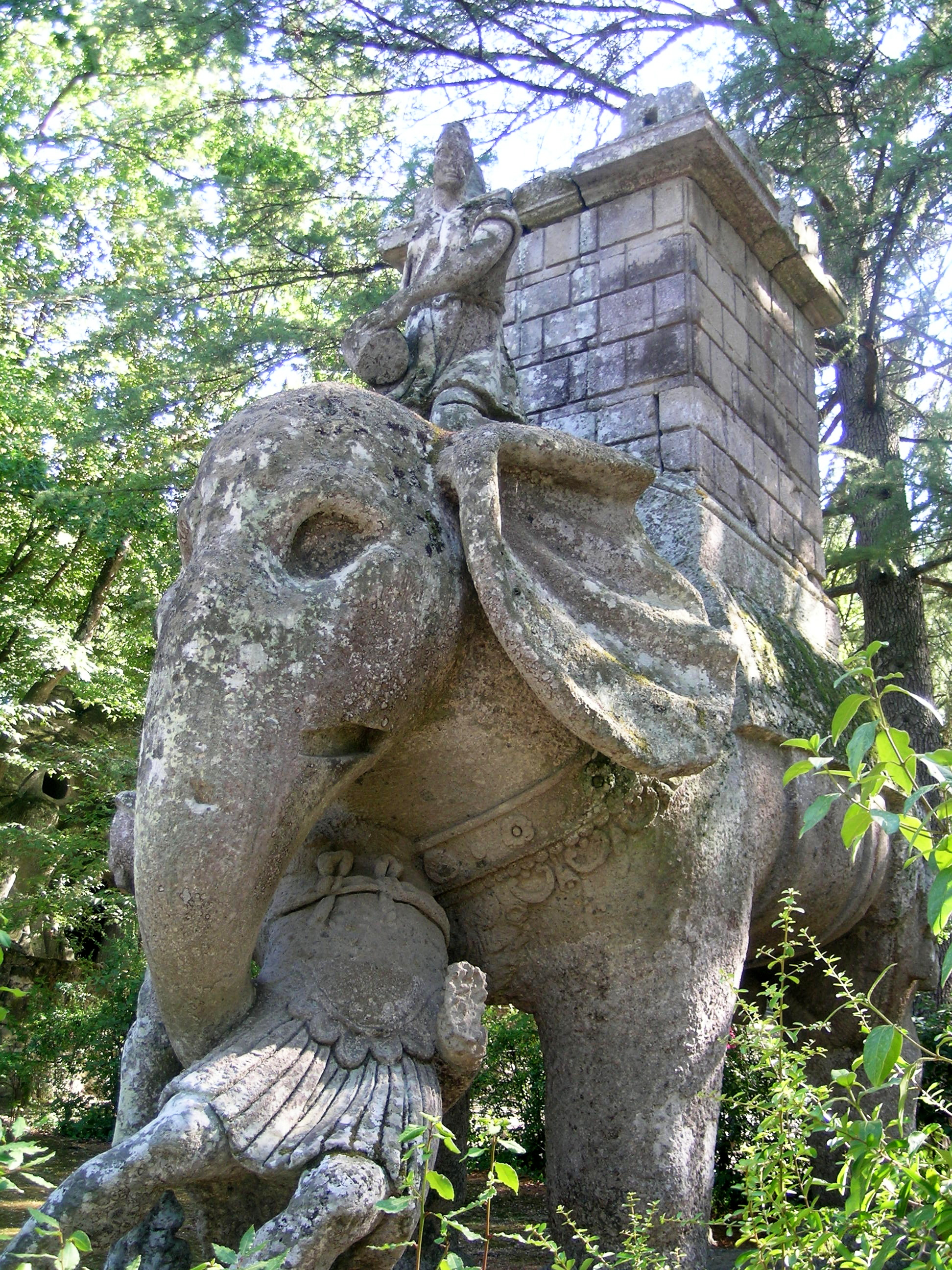
L'elefante
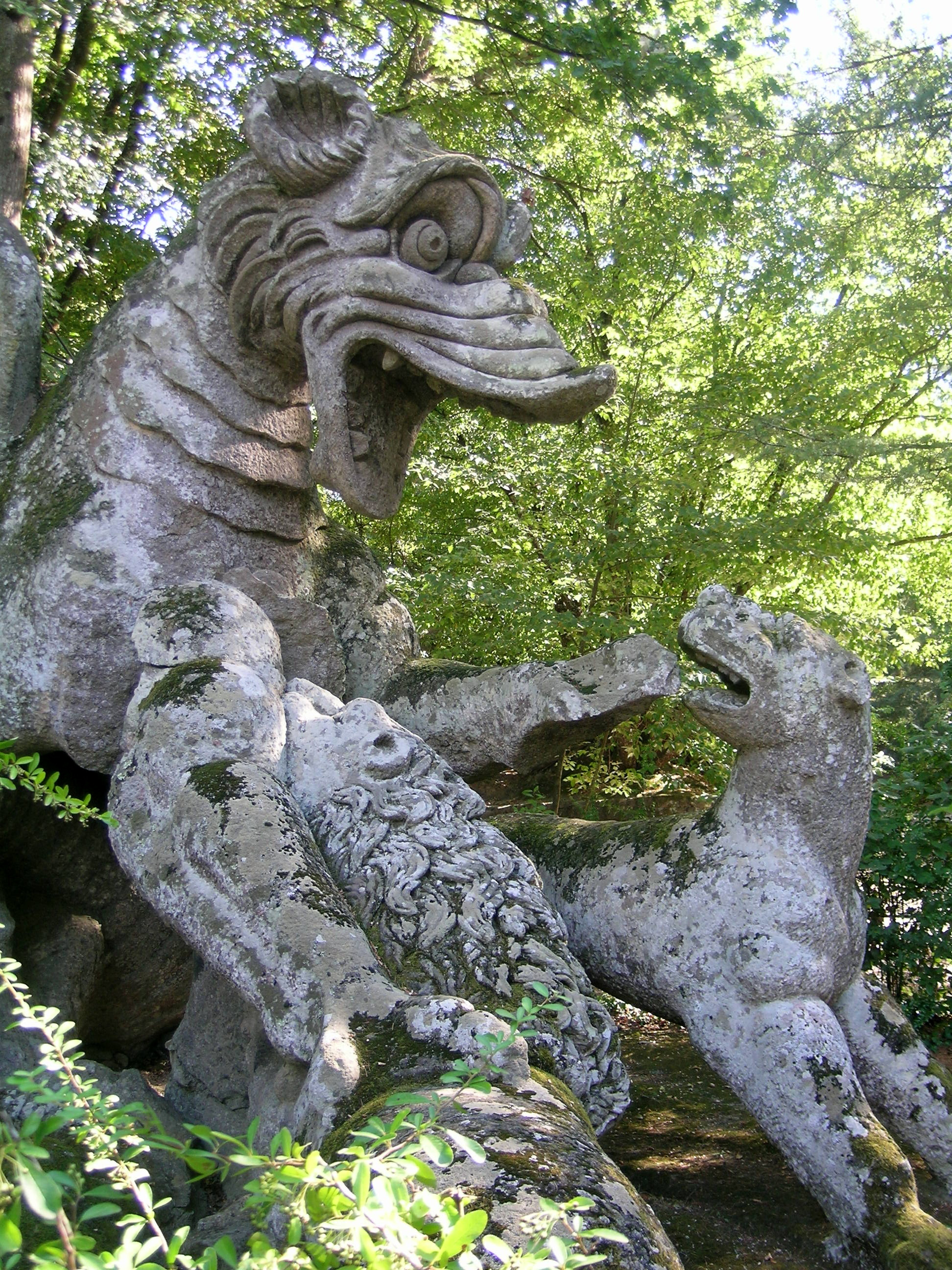
Il Drago con leoni
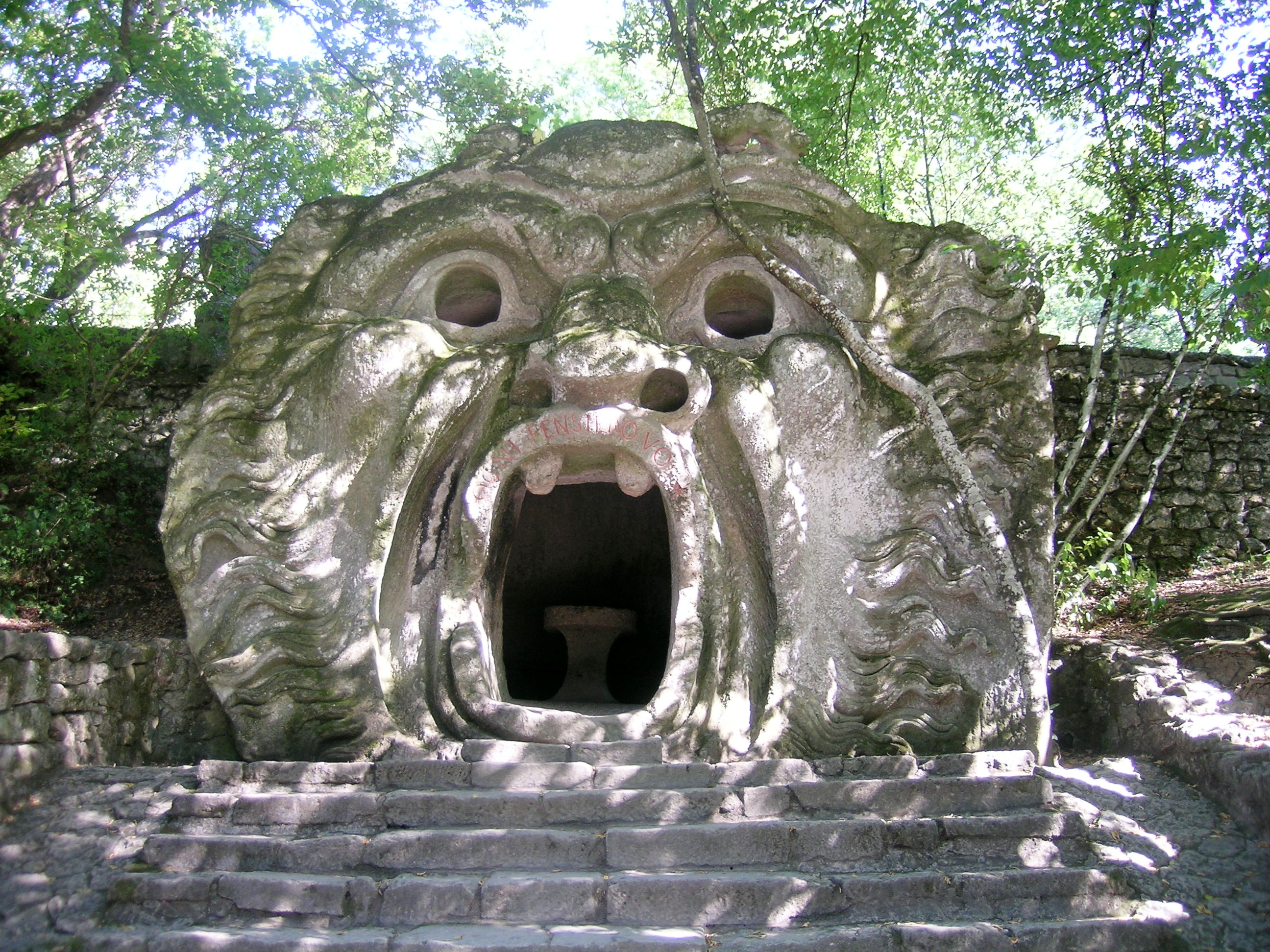
L'orco
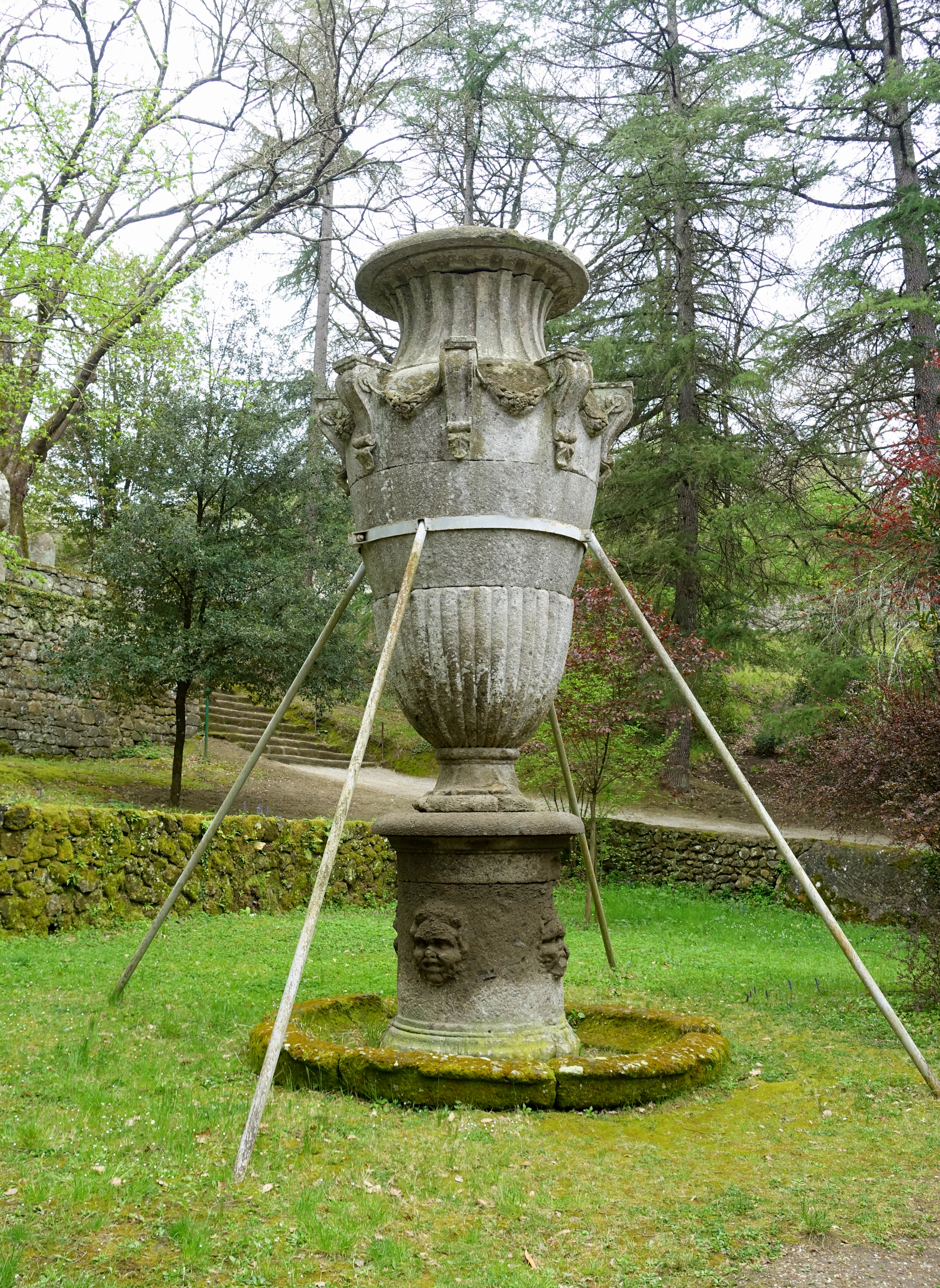
Il vaso gigante
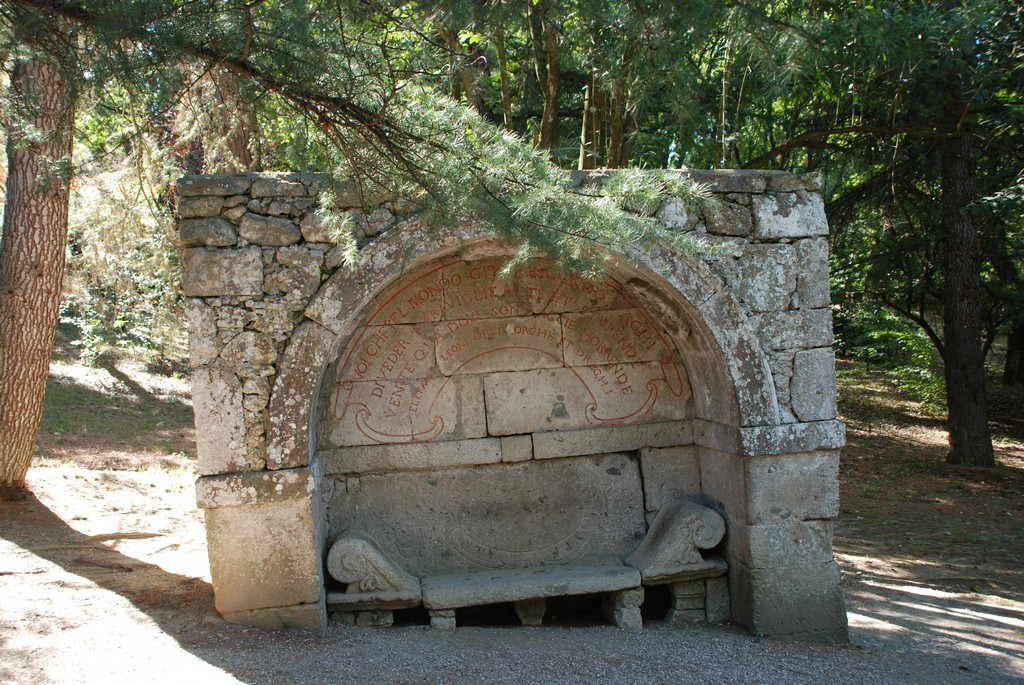
Panca etrusca
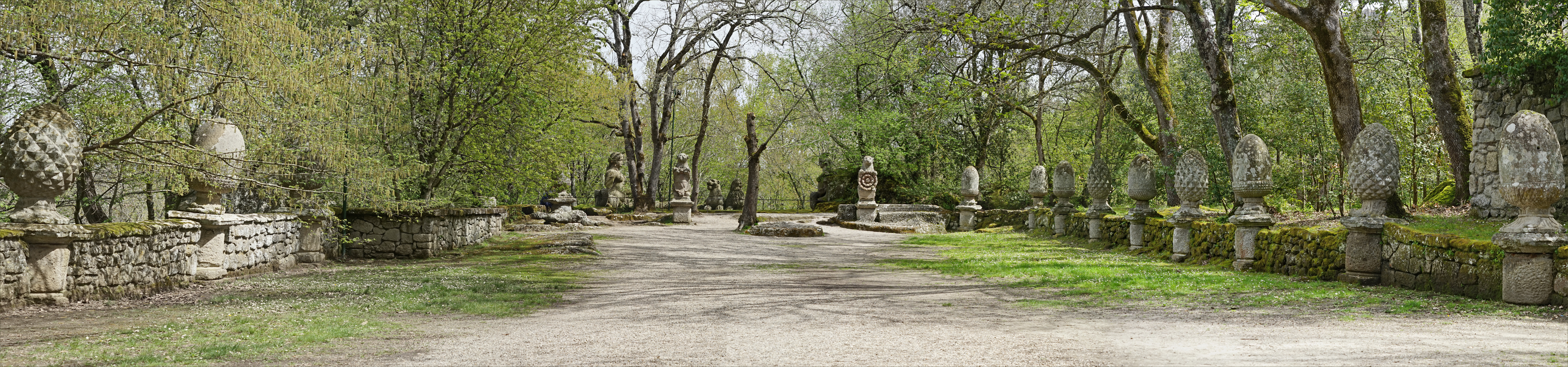
Piazzale delle pigne
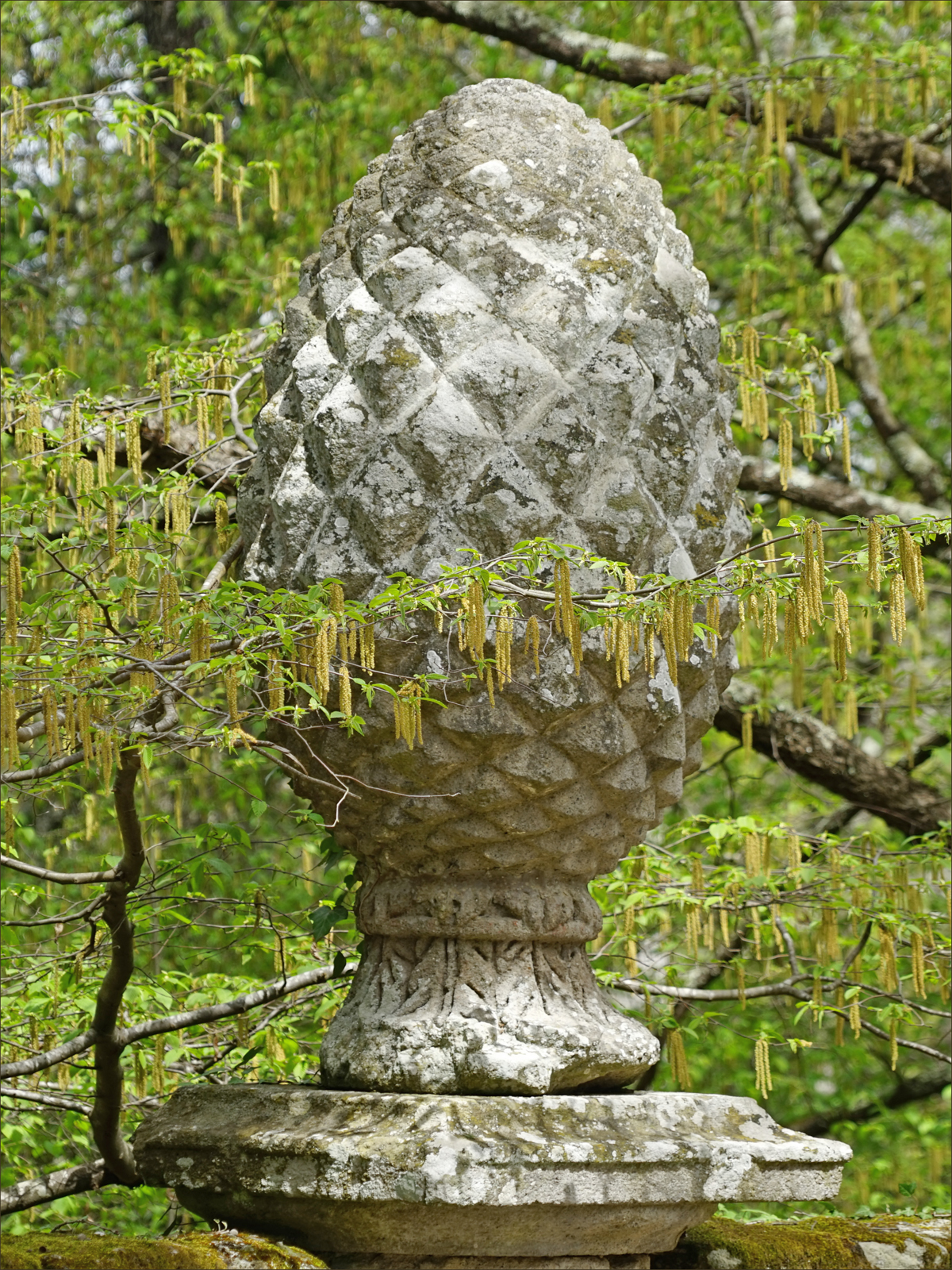
Particolare di una pigna
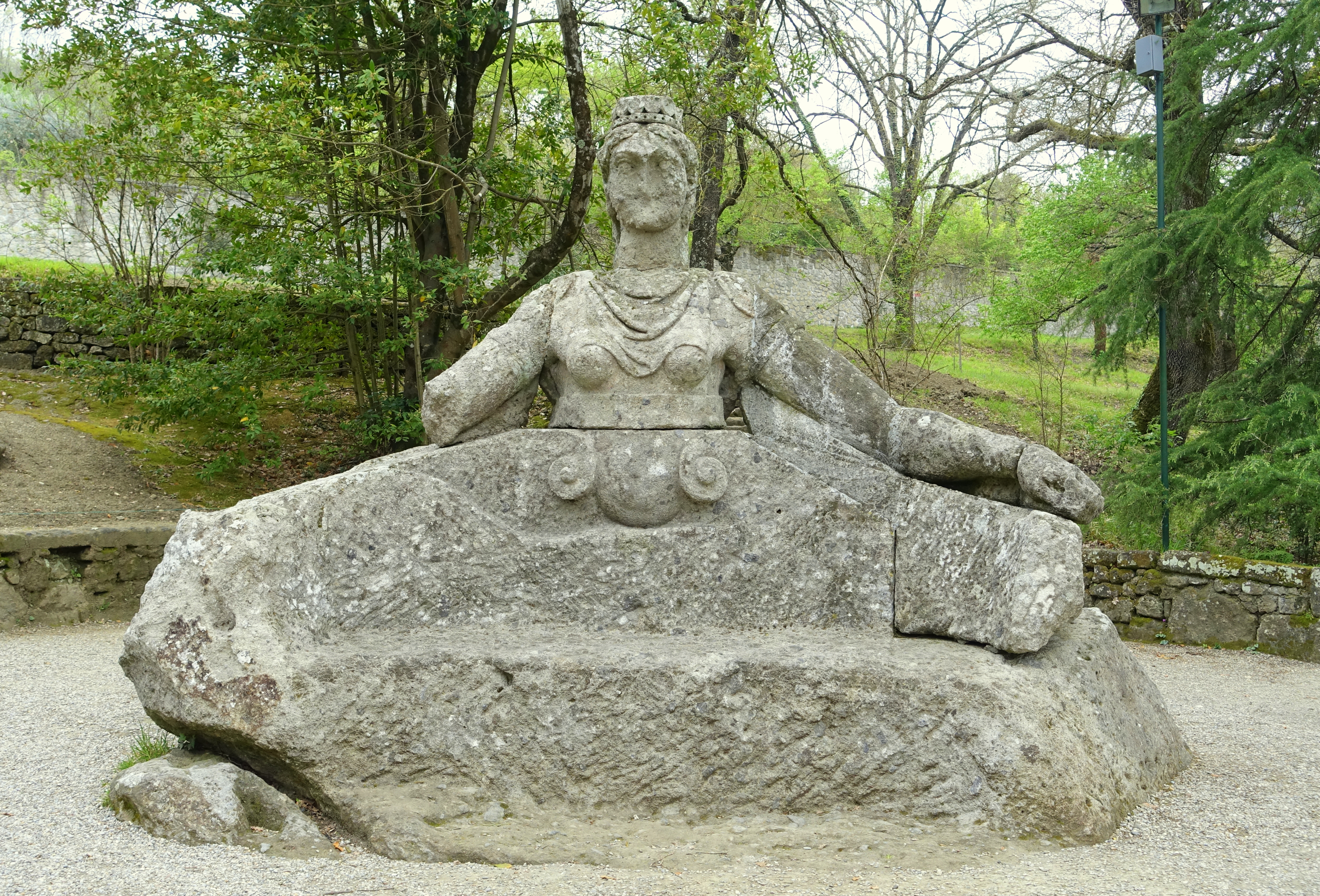
Proserpina
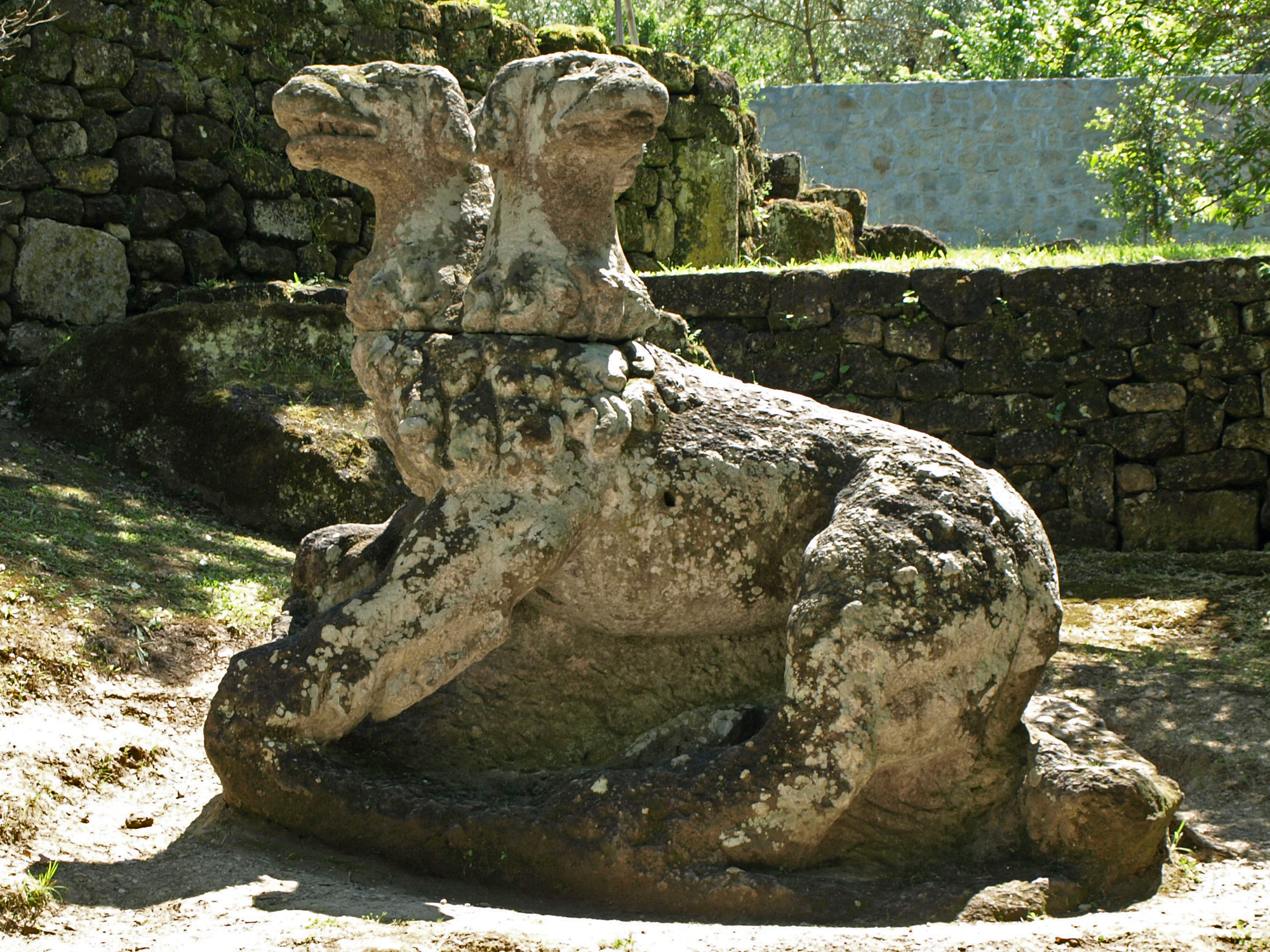
Cerbero
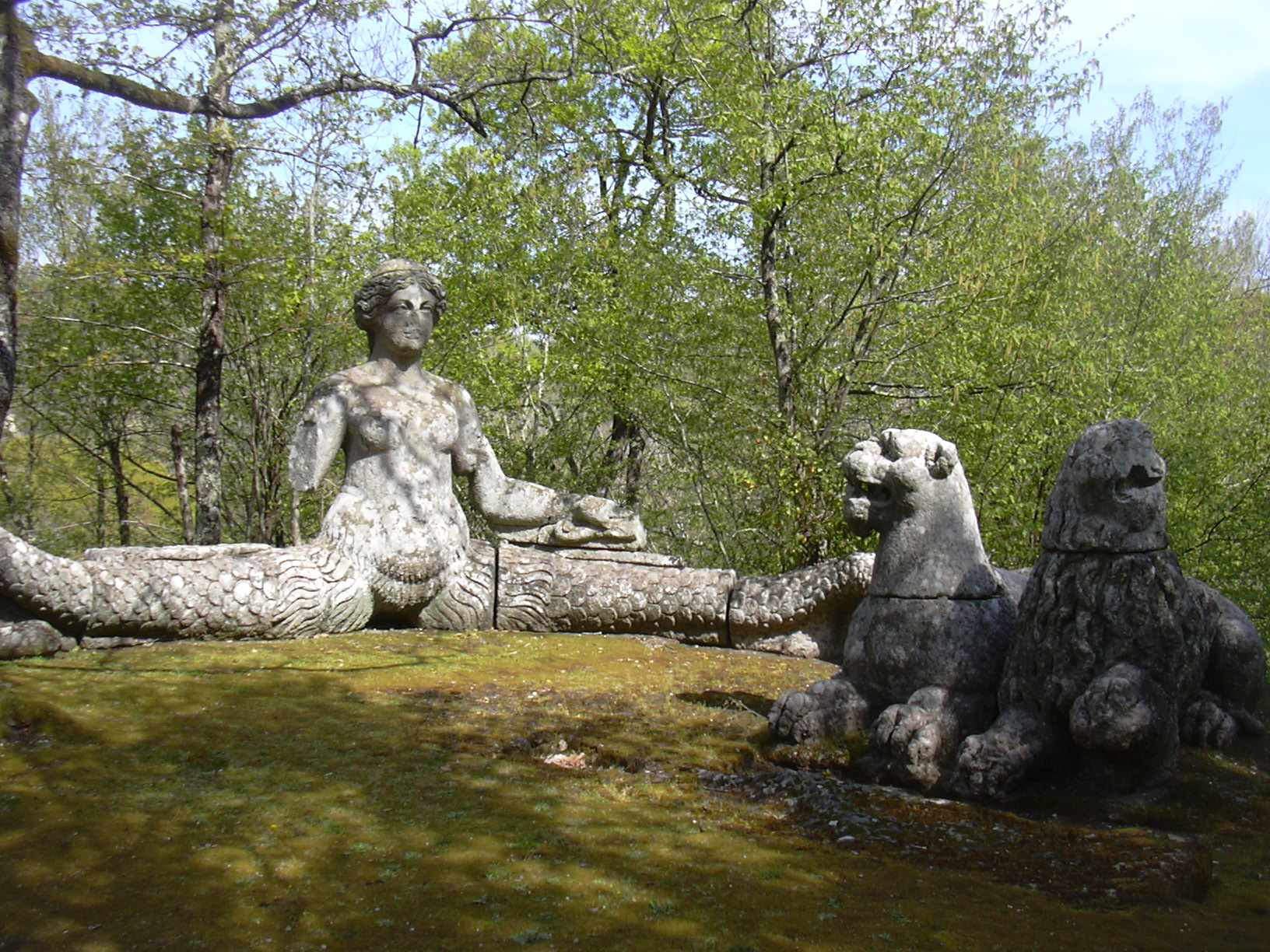
Echidna con leoni
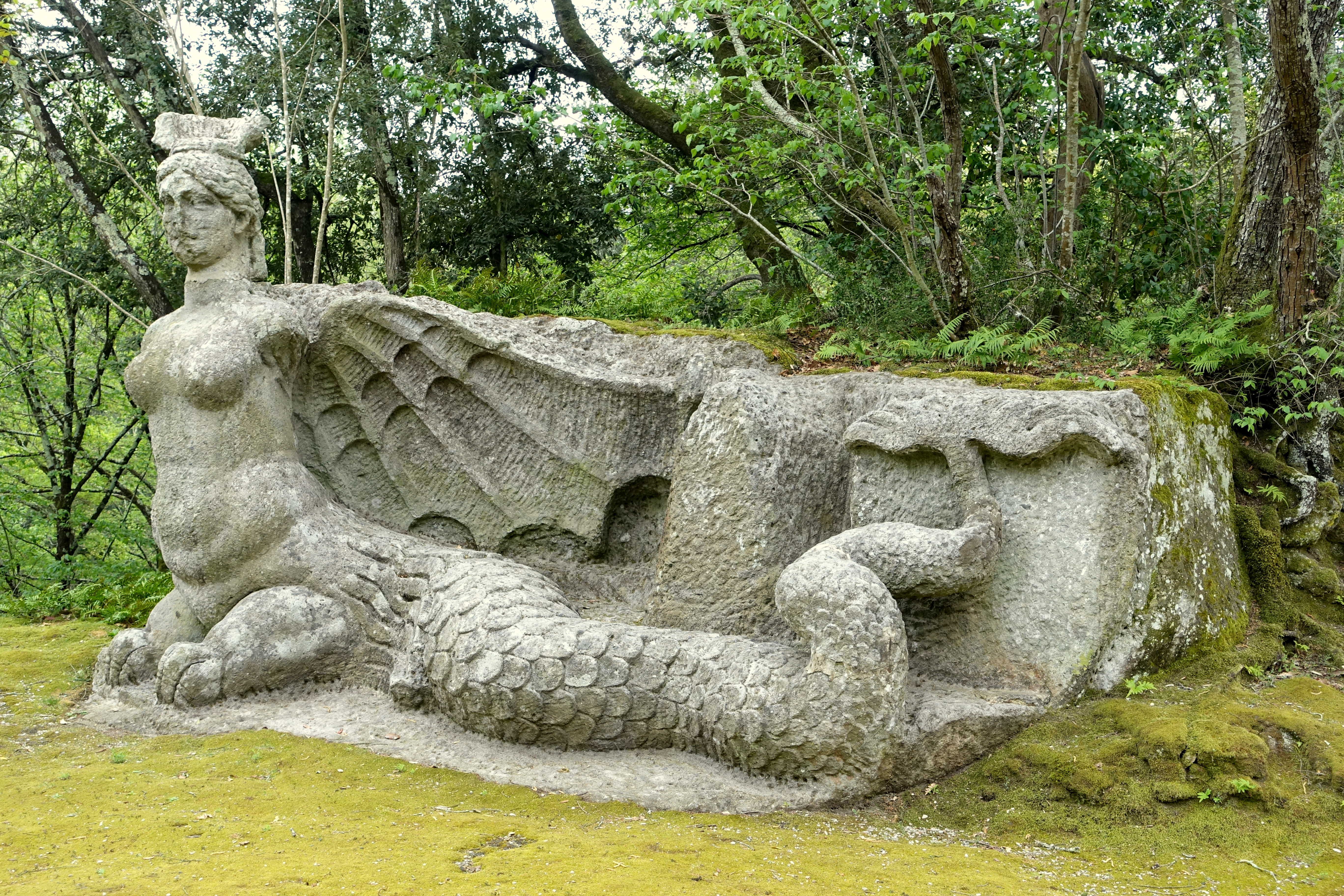
La Furia
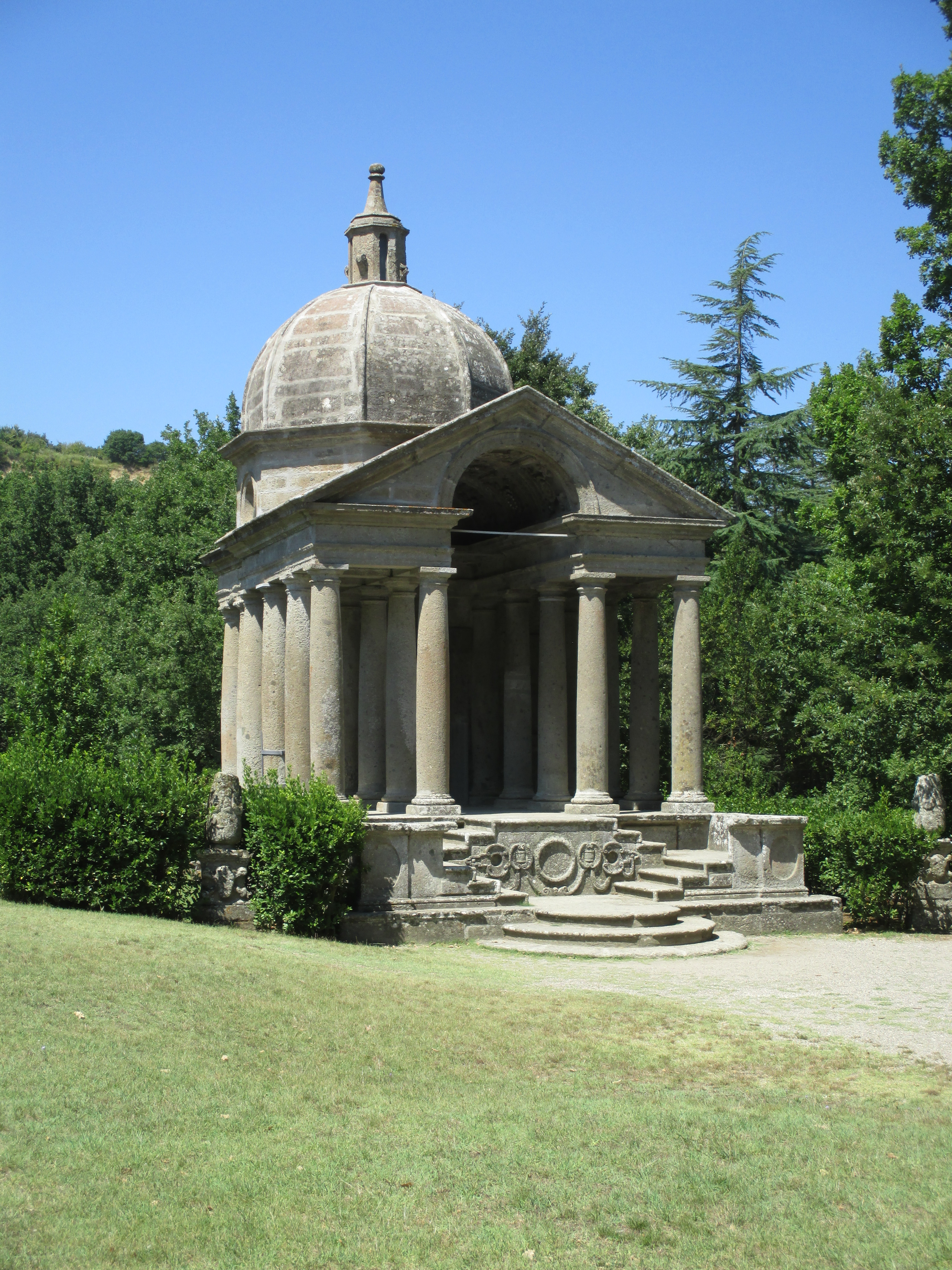
Il tempio
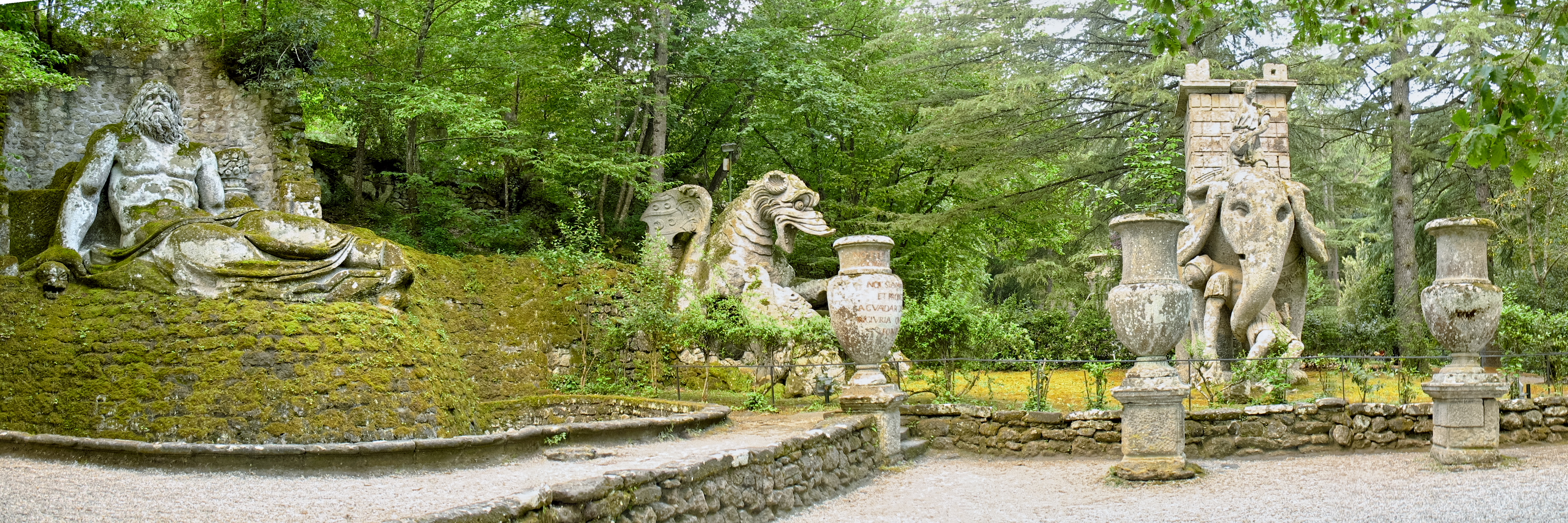
Panorama

## Filmografia
- La villa dei mostri (1950), documentario di Michelangelo Antonioni
- Bomarzo: Parco dei mostri (1993), documentario
- Bomarzo, paradigma di una rivoluzione (2006), documentario